# Roma medievale

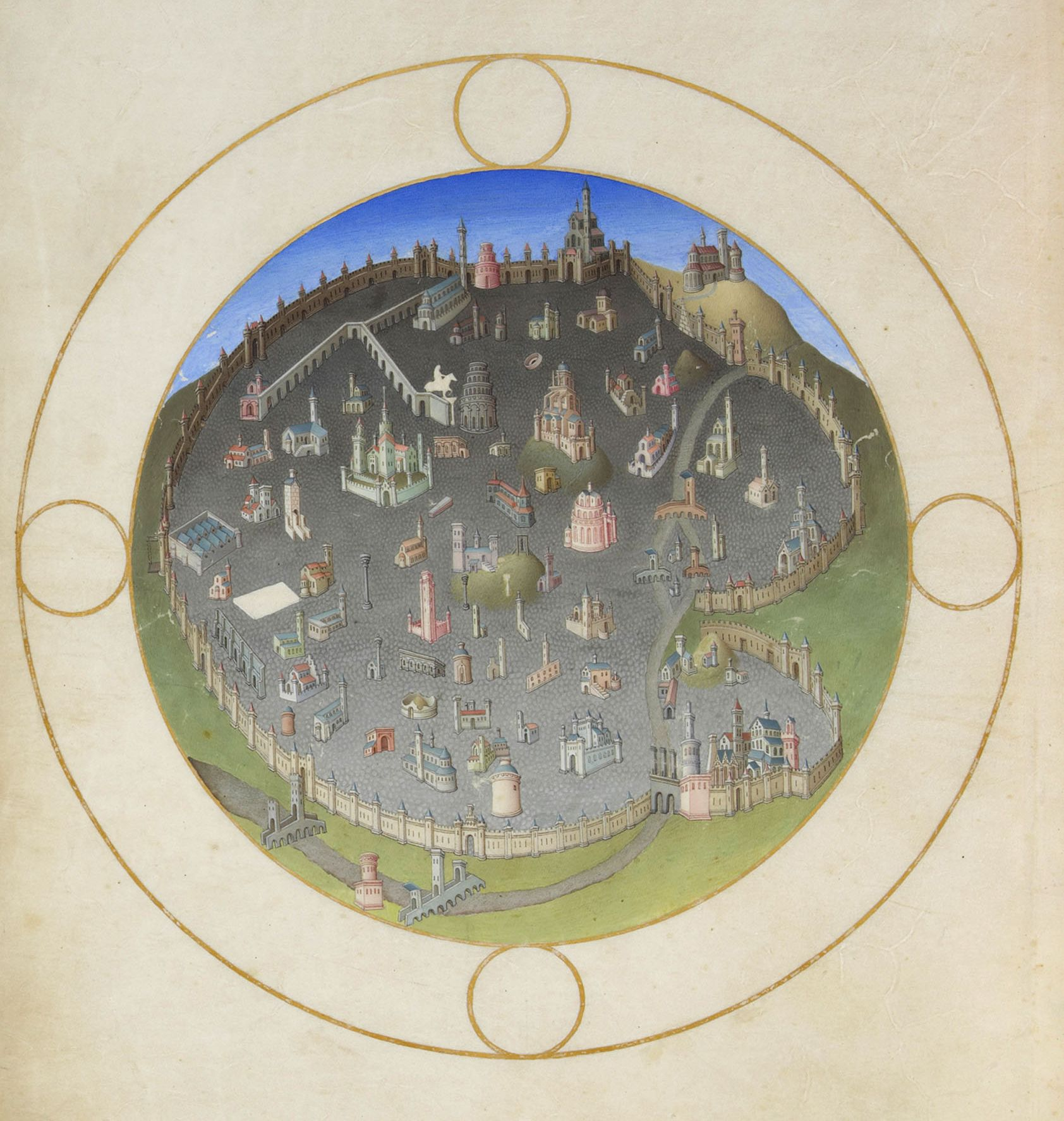
Veduta di Roma. Miniatura dal Très riches heures du Duc de Berry (1411-6)

Per Roma medievale si intende la storia della città di Roma in età medievale, dal 476 al 1492.

## Storia

### Eruli ed Ostrogoti
La caduta dell'Impero Romano d'Occidente nel 476 non cambiò molto le cose per Roma. Gli Eruli di Odoacre e quindi gli Ostrogoti di Teodorico continuarono, come gli imperatori che li avevano preceduti, a governare l'Italia da Ravenna. L'amministrazione della città era affidata al Senato, da lungo tempo privato dei suoi originari poteri, e sempre maggiore importanza acquistava il Papa, che in genere veniva da una famiglia senatoria. Durante il regno di Teodorico venivano ancora restaurati gli edifici pubblici cittadini a cura dello Stato.
Il Regno ostrogoto in Italia fu caratterizzato da molti risultati positivi, come il ristabilimento di parte dell'antica prosperità dell'Italia e la conquista di vari territori dell'ex Impero romano d'Occidente, come la Provenza, il Norico e la Pannonia. Il sistema statale tardo-romano non venne abolito: le cariche civili (come i governatori civili delle province, i vicari delle diocesi e il prefetto del pretorio) continuarono ad essere esercitate da cittadini romani, sebbene la loro autonomia fosse limitata da un funzionario goto detto "conte". Teodorico, nonostante fosse di fede ariana, come del resto il suo popolo, si dimostrò tollerante nei confronti dei suoi sudditi romani e cattolici.

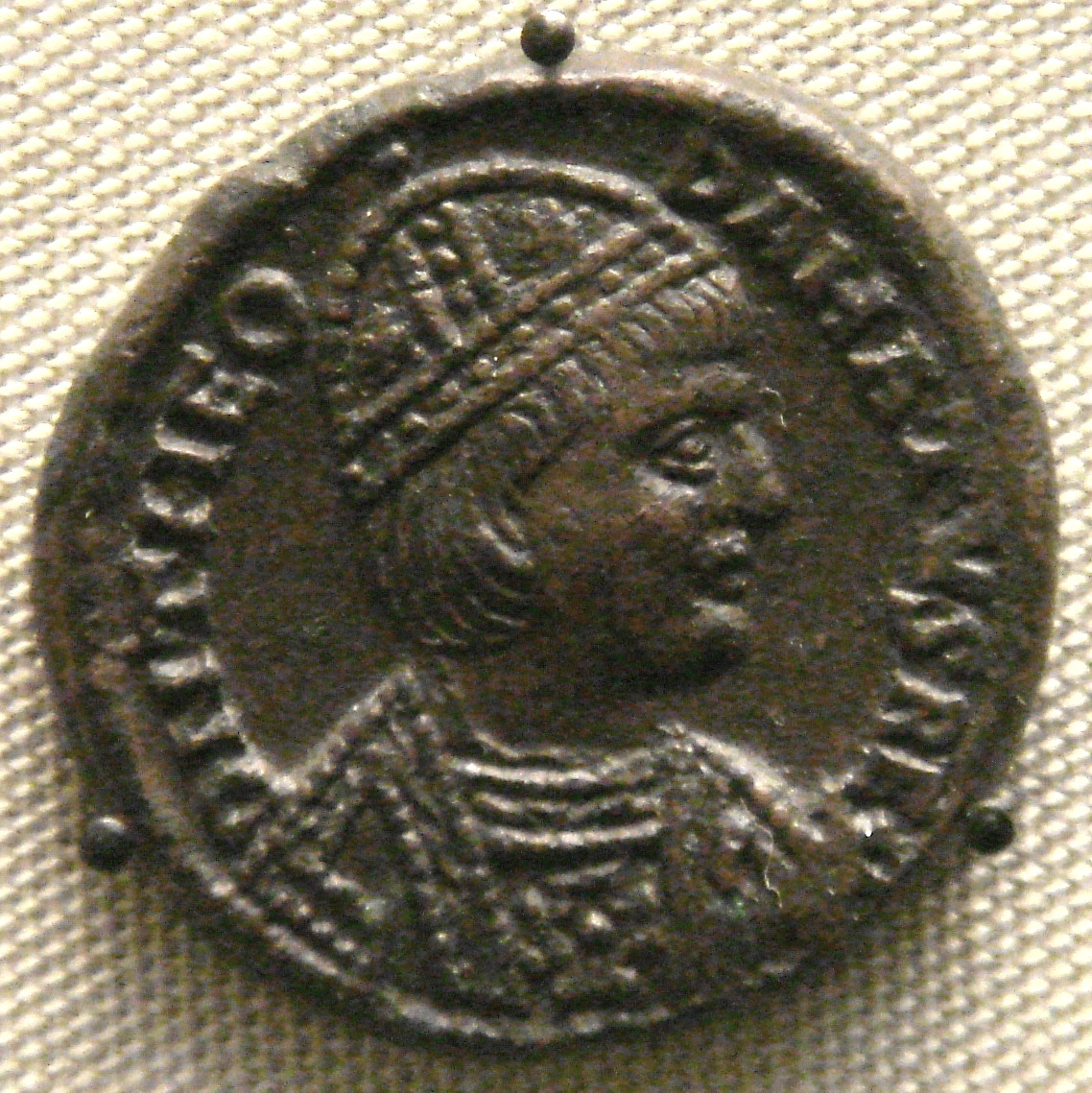
Teodato (qui raffigurato in una moneta antica) depose la reggente ostrogota Amalasunta, alleata di Giustiniano che ebbe così un pretesto per dichiarare guerra al nuovo re ostrogoto.

Deceduto Teodorico (526), il trono fu ereditato dal nipote Atalarico sotto la reggenza della madre Amalasunta; perito anche Atalarico in tenera età, Amalasunta fu costretta a condividere il trono con Teodato (534). Nel frattempo (527) era asceso sul trono dell'Impero romano d'Oriente un nuovo ambizioso imperatore, Giustiniano I, che ambiva alla riconquista dei territori che un tempo appartenevano alla pars occidentis. Conclusa una pace con la Persia (532), Giustiniano decise di riconquistare l'Africa, finita in mano ai Vandali: la spedizione, affidata al generale Belisario, si risolse con un successo e con l'annessione dell'Africa vandalica all'Impero. Nel frattempo Giustiniano strinse relazioni amichevoli con Amalasunta, con cui sembra avesse avviato trattative per la cessione dell'Italia all'Impero. Le tendenze filo-bizantine di Amalasunta erano però osteggiate da parte dei Goti e nel 535 Teodato, messosi d'accordo con la frangia anti-bizantina dei Goti, organizzò un colpo di stato con cui rovesciò ed esiliò Amalasunta in un'isola del Lago di Bolsena; quest'ultima venne poi strangolata per ordine di Teodato quello stesso anno. Giustiniano, alleato di Amalasunta, colse il pretesto per dichiarare guerra ai Goti.

### Roma bizantina

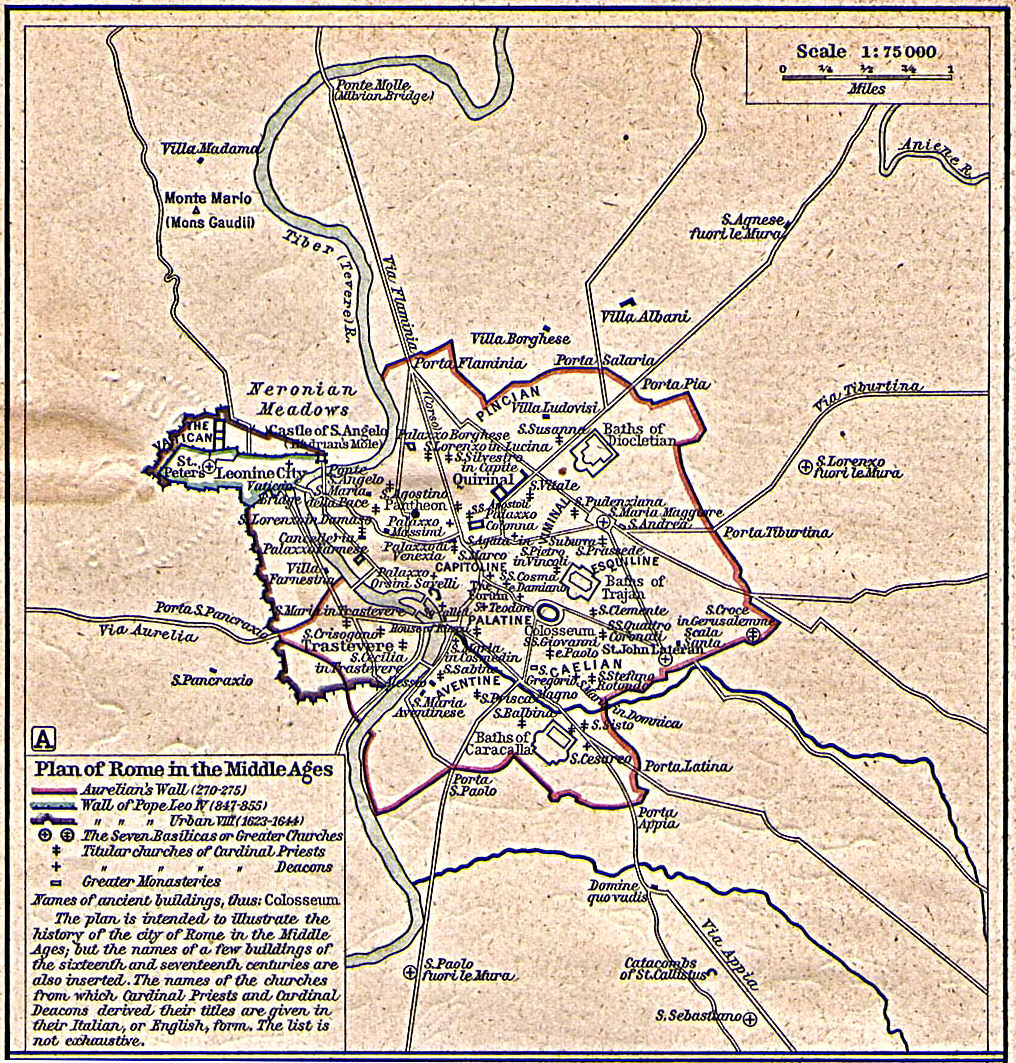
Roma nel Medioevo

Tra la guerra greco-gotica, iniziata a Roma con la presa del generale Belisario nel 536, e l'alleanza di papa Stefano II con il re dei Franchi Pipino il Breve stipulata alla metà dell'VIII secolo, la città fu sotto il dominio dell'Impero bizantino, mentre l'amministrazione e il mantenimento della città furono assunti dal papa, che progressivamente si conquistò una sempre maggiore autonomia. Grande figura di questo periodo fu papa Gregorio Magno, che tra la fine del VI secolo e gli inizi del VII riorganizzò l'amministrazione pontificia, le attività ecclesiastiche nella città e i possedimenti terrieri che consentivano alla Chiesa di farsi carico dell'assistenza ai cittadini.

#### La guerra gotica
Nel 536 la città fu presa dal generale bizantino Belisario, che nell'ambito del tentativo di riconquista della maggior parte dei territori dell'antico Impero Romano d'Occidente da parte dell'imperatore d'Oriente Giustiniano I, aveva invaso l'Italia nel tentativo di riunirla all'Impero romano. Belisario, dopo aver fatto fortificare Cuma e Napoli, si diresse verso Roma dove, nel dicembre 536, venne acclamato come un liberatore, e gli furono aperte le porte nonostante la presenza delle guarnigioni di Ostrogoti in città. Il capitano della guarnigione gota, Leutari, venne inviato a Costantinopoli per consegnare le chiavi della Città Eterna a Giustiniano. La liberazione di Roma dai barbari venne festeggiata con i Saturnali, e Belisario decise di marciare oltre sottomettendo anche città come Narni, Perugia e Spoleto.

##### Assedio di Roma (537-538)
Vitige, re degli Ostrogoti, non era comunque disposto ad arrendersi e preparava la riconquista di Roma: a due miglia dalla città Bizantini e Goti combatterono una battaglia che vide prevalere i primi, i quali uccisero più di mille nemici e li costrinsero alla fuga. Si diffuse il timore, poi rivelatosi infondato, che Belisario fosse morto in battaglia: in realtà il generale era stato solo ferito. Tuttavia i Goti non si arresero e tornarono ad assediare la città: l'assedio durò per un anno ma fallì, ed i Goti furono costretti a ritirarsi con gravi perdite (si dice che circa 1/3 dell'esercito goto andò distrutto).
Essendo in inferiorità numerica (5.000 bizantini contro 30.000 goti), Belisario decise di attuare la sua tattica preferita, ovvero evitare di affrontare per quanto possibile in uno scontro aperto il nemico ma piuttosto rinserrarsi in una fortezza ben protetta e logorare il nemico assediante conducendo azioni di guerriglia. La tattica funzionò e nel 18º giorno di assedio un assalto alle mura da parte dei Goti fu respinto infliggendo al nemico pesanti perdite; da quel momento in poi i Goti non osarono più assaltare le mura, preferendo piuttosto cercare di spingere il nemico alla resa per fame, bloccando i rifornimenti alla città assediata con l'occupazione di Porto (il porto di Roma). La superiorità della flotta imperiale su quella gota permise comunque alla città di ricevere rinforzi e rifornimenti anche nei momenti peggiori.
Durante l'assedio della città il popolo patì la fame e la carestia per il progressivo esaurirsi delle riserve di cibo; Belisario cercò di fare quello che poté per soddisfare i bisogni dei Romani ma rigettò con disdegno la proposta di capitolare al nemico. Prese delle severe precauzioni per assicurarsi la fedeltà dei suoi uomini: cambiava due volte al mese gli ufficiali posti a custodia delle porte della città, ed essi venivano sorvegliati da cani e da altre guardie per prevenire un eventuale tradimento. Quando venne intercettata una lettera che assicurava al re dei Goti che la Porta Asinaria sarebbe stata segretamente aperta alle sue truppe, Belisario bandì numerosi senatori e convocò nel suo ufficio (Palazzo Pinciano) papa Silverio e gli comunicò che per decreto imperiale non era più Papa e che era stato condannato all'esilio in Oriente. Al posto di Silverio venne nominato papa Vigilio, che aveva comprato la nomina a Papa per 200 libbre d'oro. Belisario nel fare ciò obbediva agli ordini dell'imperatrice Teodora che voleva un Papa contrario alle tesi propugnate al Concilio di Calcedonia.
Belisario chiese urgentemente all'Imperatore nuovi rinforzi in quanto le truppe che aveva non erano sufficienti per soggiogare l'Italia:
(Belisario)
Giustiniano rispose alle richieste del suo generale inviando in Italia 1.600 mercenari tra slavi e unni, sotto il comando dei generali Martino e Valente; in seguito vennero inviati anche 3.000 isauri e più di 2.000 cavalli, e tutti questi rinforzi si riunirono a Roma. Sentendosi più sicuro, Belisario continuò ad attuare la sua tattica di logoramento, inviando di volta in volta piccoli reggimenti di arcieri a cavallo fuori le mura a combattere brevi scontri contro il nemico, raccomandando loro di tenersi a distanza dal nemico usando solo frecce e di tornare dentro le mura non appena queste fossero finite. Grazie alla superiorità degli arcieri a cavallo bizantini, contro i quali i mal equipaggiati e appiedati arcieri goti non potevano competere, i Bizantini uscirono complessivamente vincitori nei 69 combattimenti svoltisi fuori le mura nel corso dell'assedio.
I Goti, successivamente, tentarono di bloccare l'arrivo di rifornimenti alla città assediata bloccando la via Appia e la via Latina; nonostante i Romani, oppressi dalla fame, pregassero il generale di affrontare i Goti in campo aperto per porre fine all'assedio e, con esso, alle loro sofferenze, Belisario decise di non tentare azioni rischiose, essendo conscio che ben presto sarebbero giunti da Bisanzio nuovi rinforzi; per risolvere il problema del cibo, inviò il suo segretario Procopio a Napoli con l'incarico di procurarsi alimenti da trasportare nella Città Eterna, missione che ebbe successo e non fu ostacolata dai Goti. La mancata opposizione dei Goti fece comprendere a Belisario che anch'essi erano esausti per il lungo assedio, per cui decise di adoperare una nuova tattica: diede ad alcuni suoi soldati il compito di assalire i convogli dei Goti e prese altre misure per fare in modo che «credessero di essere assediati non meno dei loro nemici». Ben presto anche i Goti soffrirono la fame e furono colpiti da una carestia. Nel frattempo ulteriori rinforzi raggiunsero Roma, ingrossando le file dell'esercito di Belisario.
I Goti decisero di negoziare allora la pace, proponendo ai Bizantini la cessione della Sicilia in cambio della fine delle ostilità. Belisario, pur rifiutando le offerte dei Goti, permise ai loro ambasciatori di parlare con Giustiniano, che concesse una tregua di tre mesi durata poi per tutto l'inverno.
Durante la tregua, Belisario decise di creare un diversivo in modo che i Goti levassero l'assedio: egli infatti ordinò a Giovanni, nipote di Vitaliano, di conquistare il Piceno, provincia che conteneva molte ricchezze e che era stata sguarnita dai Goti per tentare la presa di Roma. Vitige, venuto a conoscenza che Giovanni aveva conquistato il Piceno e concentrato le sue ricchezze nelle mura di Rimini, decise di togliere l'assedio. Dopo un anno e nove giorni di assedio, i Goti si ritirarono quindi dalle mura della Città Eterna.
Belisario provvide quindi a conquistare il resto dell'Italia, espugnando Ravenna nel 540 e catturando il re Vitige. Giustiniano, ritenendo la guerra ormai conclusa, richiamò Belisario in Grecia. In realtà gli Ostrogoti si riorganizzarono, e, sotto la guida di re Totila, sottomisero tra il 541 e il 544 molte regioni del sud Italia, tra cui Napoli. Totila inoltre ottenne l'appoggio della popolazione, inasprita dall'eccessivo fiscalismo bizantino. Giustiniano infatti aveva inviato in Italia, immediatamente dopo la partenza di Belisario, un esattore (logoteta) rapace di nome Alessandro detto Forficula ("forbicella").

##### Assedio di Roma del 546

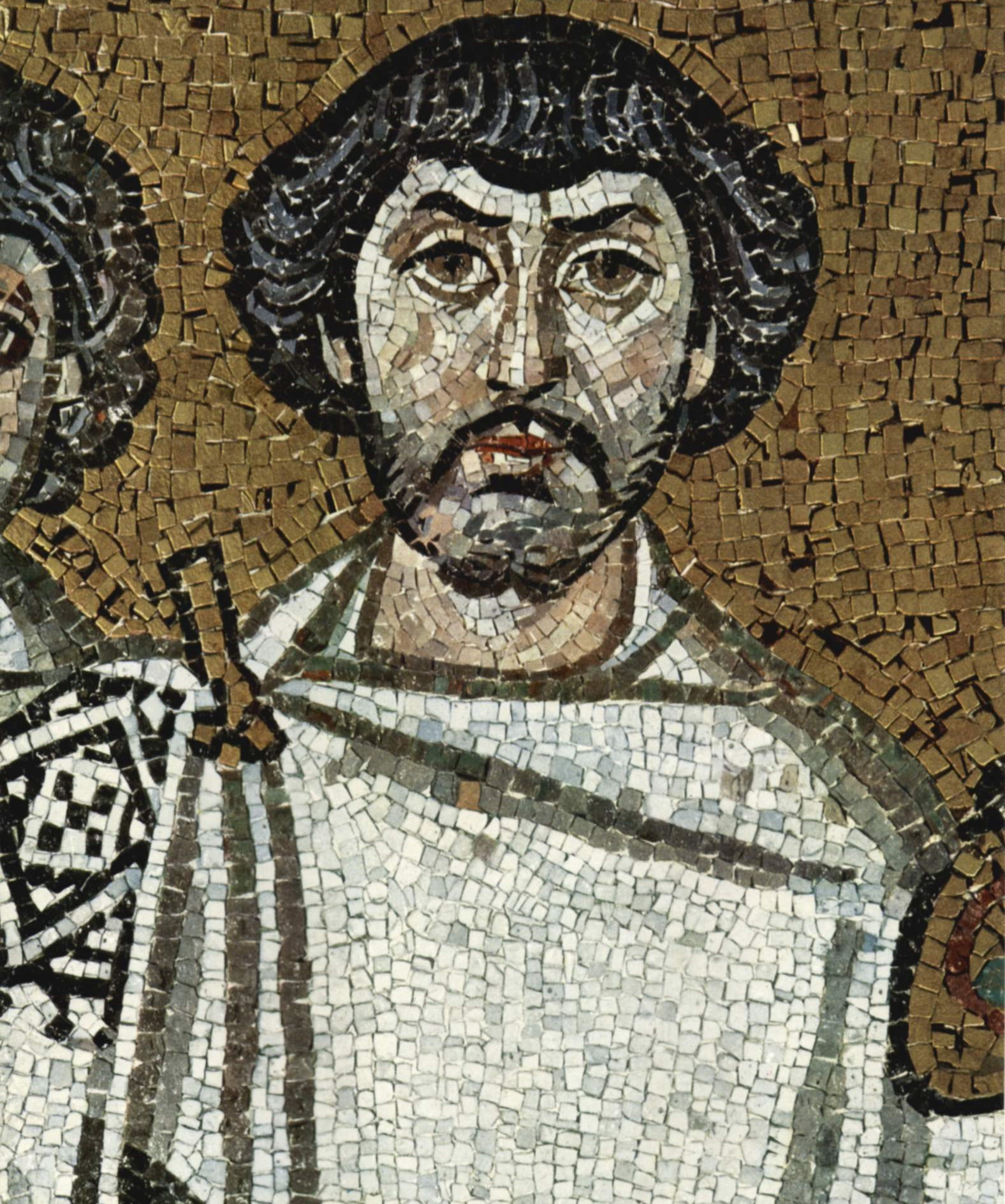
Presunto ritratto di Belisario in un mosaico della Basilica di San Vitale a Ravenna.

Vista la situazione disperata, nel 544 Belisario fu nuovamente inviato in Italia. Il generale organizzò la spedizione a sue spese e, con un esercito di 4.000 uomini tra Traci e Illirici, sbarcò ad Otranto riuscendo a liberarla dall'assedio goto; tuttavia la scelta sbagliata della sede da cui condurre le operazioni militari, Ravenna, influenzò negativamente il proseguimento della guerra: l'antica capitale dell'Impero d'Occidente era infatti poco adatta in quanto lontana da Roma e dal mezzogiorno d'Italia, che bisognava liberare dai Goti di Totila. A influenzare negativamente la guerra contribuirono anche gli scarsi rifornimenti di uomini e mezzi, dovuti alla gelosia di Giustiniano; per la carenza di denaro Belisario fu costretto a depredare gli Italici, causando tra le altre cose la resa di Spoleto, che venne consegnata ai Goti da Erodiano a cui Belisario aveva chiesto dei soldi giungendo persino a ricattarlo con ogni sorta di minacce. Sempre per lo stesso motivo, Belisario fu costretto a viaggiare da una postazione all'altra facendo il periplo per mare, non potendo affrontare una battaglia via terra contro i Goti per la sua inferiorità numerica.
Nell'estate del 545 Belisario scrisse all'Imperatore la seguente lettera:
Con questa lettera Belisario inviò a Giustiniano Giovanni; quest'ultimo, tuttavia, invece di tornare subito con i rinforzi, si fermò nella capitale per alcuni mesi sposando la figlia di Germano, un patrizio bizantino. Nel frattempo Totila stava soggiogando la Toscana e il Piceno.
Verso la fine del 545 Belisario lasciò Ravenna e si diresse a Durazzo dove inviò all'Imperatore richieste di rinforzi, e venne qui raggiunto dai generali Giovanni e Isacco intorno al 546; Belisario decise quindi di spingersi via mare a Roma mentre Giovanni sarebbe sbarcato in Calabria e lo avrebbe raggiunto nella città via terra. Giunto a Porto, Belisario rimase lì in attesa di Giovanni ma quest'ultimo, dopo aver soggiogato Puglia, Calabria, Lucania e Bruzio, decise di non spingersi fino a Roma per la presenza dei Goti a Capua. Secondo la Storia segreta di Procopio il rifiuto di Giovanni di raggiungere Belisario a Roma sarebbe dovuto ai suoi timori di venire assassinato da Antonina, moglie di Belisario ed amica dell'imperatrice Teodora, a sua volta ostile allo stesso Giovanni.
Nel mentre il re ostrogoto pose l'assedio a Roma dopo aver espugnato Assisi e Spoleto; Roma era difesa dal generale Bessa, il quale però si arricchiva a spese della popolazione vendendo le scorte di cibo a carissimo prezzo: di conseguenza molti Romani soffrirono la fame e molti, per la disperazione, abbandonarono la città. Belisario, giunto a Porto, a pochi passi da Roma, tentò di portare provviste in città cercando di superare con uno stratagemma ingegnoso gli sbarramenti goti piazzati sul fiume Tevere, ma proprio quando il suo piano stava per funzionare al generale giunse la notizia che Isace, a cui era stata affidata la difesa di Porto, era stato vinto dai Goti: temendo che a causa della sconfitta di Isace Porto, importantissima strategicamente come punto di riparo, fosse stata occupata dai Goti, Belisario ordinò ai suoi uomini di abbandonare il piano e di ritornare in fretta a Porto per cercare di salvarla; quando scoprì che Porto era ancora in mano imperiale e che per un falso allarme aveva fatto fallire il suo piano, Belisario per lo sconforto si ammalò. Nel frattempo le truppe a presidio di Roma, poiché erano mal pagate, aprirono a tradimento le porte della città a Totila, il quale vi fece ingresso il 17 dicembre 546. Le offerte di pace di Totila tramite il prelato Pelagio (futuro papa) furono però rifiutate da Giustiniano che rispondeva di "trattare direttamente con Belisario"; Totila minacciò di distruggere la città ma a fargli cambiare idea giunse una lettera di Belisario che gli intimò di non deturpare la bellezza di Roma. Totila con generosità risparmiò la città e momentaneamente si ritirò da essa, perdendola in tal modo pochi mesi più tardi: dopo aver recuperato Spoleto, Belisario decise infatti di marciare contro Roma, rioccupandola e ricostruendo parzialmente le mura abbattute da Totila. Nonostante non avesse ancora sostituito le porte della città, distrutte dai Goti, riuscì a respingere un primo assalto di Totila che aveva tentato invano di reimpadronirsi della città; ottenuto questo successo, il generale ricostruì le porte e spedì le chiavi della città a Giustiniano.
La sconfitta inflitta loro da Belisario demoralizzò i Goti, che dovettero dunque essere rincuorati con un'orazione da Totila. Belisario quindi, sapendo quanto Antonina e Teodora fossero amiche, inviò sua moglie a Costantinopoli per ottenere dall'Imperatrice ulteriori aiuti: tuttavia al suo arrivo Antonina scoprì che Teodora era morta (28 giugno 548). Con i rinforzi Belisario tentò di liberare Rossano dall'assedio dei Goti ma il suo sbarco venne impedito dal nemico. Il generale decise quindi di tornare a Roma, affidando l'esercito a Giovanni e a Valeriano; una volta in città venne richiamato a Costantinopoli dall'Imperatore, persuaso a farlo da Antonina (secondo la Storia Segreta invece fu Belisario stesso a chiedere di ritornare a Costantinopoli).
Questo fu il giudizio di Procopio sulla seconda campagna in Italia di Belisario:

##### Presa di Roma

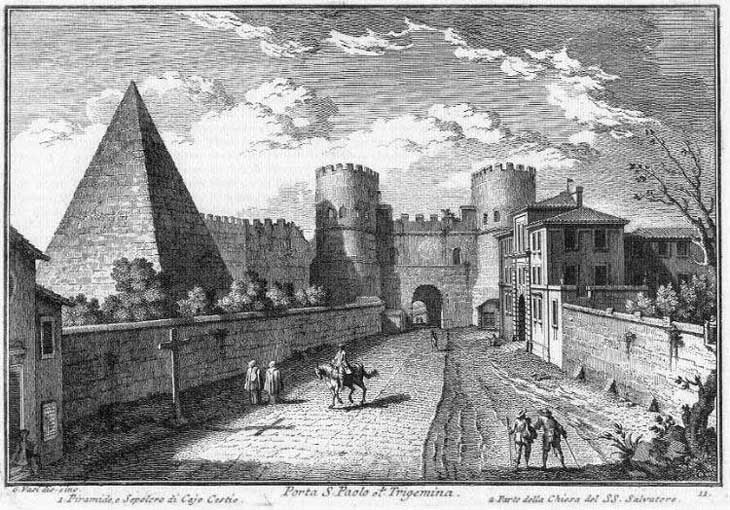
Porta San Paolo nel XVIII secolo. Da qui nel 550 Totila entrò in Roma occupando la città.

Approfittando dell'assenza di Belisario, Totila assediò nuovamente Roma, difesa da Diogeniano: questi garantì agli abitanti della città il rifornimento di grano, che venne fatto seminare all'interno delle mura in modo che non soffrissero la fame neanche quando i Goti conquistarono Porto. Tuttavia il tradimento dei malpagati soldati isaurici segnò per l'ennesima volta la capitolazione della città: il 16 gennaio 550 Totila, messosi d'accordo con essi, ordinò a parte dei suoi di suonare le trombe mentre il resto dell'esercito fu posto in prossimità della Porta San Paolo; quando i Bizantini udirono suonare le trombe, accorsero subito verso la zona da dove veniva il suono pensando che i Goti stessero attaccato lì, mentre i traditori indisturbati aprirono la porta San Paolo ai Goti di Totila. Pochi sopravvissero al massacro dei Goti, anche se parte dei soldati bizantini riuscirono a rinserrarsi nel mausoleo di Adriano, dove resistettero all'assalto goto per due giorni; Totila propose ai soldati bizantini o di andarsene indenni senza armi e cavalli dalla città oppure di entrare nel suo esercito: i soldati, tranne il loro comandante, optarono per la seconda opzione.
Totila, insediatosi a Roma, cercò di non comportarsi da nemico vittorioso dandosi da fare per ripopolarla e portarla all'antico splendore; tuttavia la guerra aveva inferto colpi mortali alla città, con la distruzione di statue e monumenti (utilizzati per gettarli dalle mura contro i nemici oppure per la ricostruzione di chiese o per rinforzare le porte) e il crollo demografico della popolazione (passata da 100.000 abitanti di inizio VI secolo a non più di 30.000 alla fine della guerra gotica). Totila tentò quindi di negoziare la pace con Giustiniano, inviando un messo romano di nome Stefano a Costantinopoli, ma l'Imperatore rifiutò; il re goto decise quindi di stringere alle strette il nemico, espugnando dapprima Civitavecchia e successivamente Taranto e Rimini.

##### Campagne di Narsete e vittoria bizantina
Nel 551 Narsete ottenne di nuovo il comando delle operazioni in Italia: radunò un esercito imponente, senza farsi molti scrupoli di arruolare con generosi donativi barbari Unni, Gepidi, Eruli, Longobardi e Persiani fra le sue schiere; l'esercito di Narsete radunatosi a Salona arrivò quindi a comprendere all'incirca 30.000 uomini. Totila reagì ai preparativi di Narsete ripopolando Roma con una parte dei cittadini e dei senatori tenuti in cattività in Campania e affidando agli stessi senatori il compito di provvedere alla difesa della città; successivamente ordinò alla flotta gota (di 300 navi) di saccheggiare la Grecia e Corfù, intercettando in questo modo alcuni dei rifornimenti destinati all'esercito di Narsete. Infine decise di conquistare la strategicamente importante città di Ancona: in questo però egli fallì perché la flotta gota che assediava la città insieme all'esercito terrestre, a causa della relativa inesperienza dei Goti nella guerra in mare rispetto agli imperiali, subì una completa disfatta in una battaglia navale presso Sena Gallica; non più supportati dalla propria flotta, i Goti dovettero quindi levare l'assedio. Totila, contrario ad ogni resa, ordinò allora l'invasione della Sardegna e della Corsica, che ebbe buon esito in quanto la flotta bizantina inviata dall'Africa venne sconfitta dai Goti presso Cagliari.
Terminati i preparativi nella primavera del 552 Narsete da Salona partì per l'Italia, cercando di raggiungerla via terra non avendo abbastanza navi a disposizione per giungervi via mare. Gli eserciti di Totila e Narsete si scontrarono in campo aperto nella battaglia di Tagina (Gualdo Tadino), detta dei Busta Gallorum: dopo un'accesissima battaglia gli imperiali, sfruttando un attacco imprudente dei Goti (che li espose ai dardi degli arcieri imperiali), ebbero nettamente la meglio sul nemico, infliggendogli gravissime perdite; Totila riuscì a fuggire ferito, ma morì nelle immediate vicinanze in un luogo chiamato Caprae, corrispondente all'attuale frazione di Caprara, dove tuttora esiste un sito chiamato "Sepolcro di Totila".
Dopo la battaglia decisiva, Narsete congedò i guerrieri mercenari longobardi al suo seguito, perché si abbandonavano al saccheggio delle città (al punto di "violare le donne nei templi"), affrettandosi quindi a rispedirli alle loro sedi (anche se Paolo Diacono, egli stesso appartenente a tale stirpe, nella sua Historia Langobardorum, non fa menzione dell'episodio pur essendo un religioso). Affidò quindi i Longobardi al generale Valeriano e al nipote di lui Damiano, ordinando loro di vigilare affinché, durante il loro ritorno in Pannonia, non commettessero atti iniqui. Mentre Valeriano, fatti ritornare i Longobardi nelle proprie terre, tentò di espugnare Verona invano a causa dell'opposizione delle truppe franche a presidio delle Venezie, e gli Ostrogoti eleggevano a Pavia un nuovo re, Teia, gli imperiali si reimpadronivano di Narni, Perugia e Spoleto, giungendo infine ad assediare Roma: grazie a una sortita di Dagisteo, i Bizantini riuscirono infine a costringere alla resa i Goti che ancora occupavano la città. Qui si inserisce il celebre commento di Procopio, che mise in evidenza come la vittoria bizantina si rivelasse invece un'ulteriore disgrazia per gli abitanti di Roma: i barbari arruolati nelle file di Narsete si abbandonarono al saccheggio e al massacro, e lo stesso fecero i fuggitivi Ostrogoti mentre si apprestavano a lasciare dalla città; inoltre il nuovo re goto Teia, alla notizia della caduta della città in mano imperiale, per rappresaglia fece giustiziare diversi figli di patrizi in sua mano.

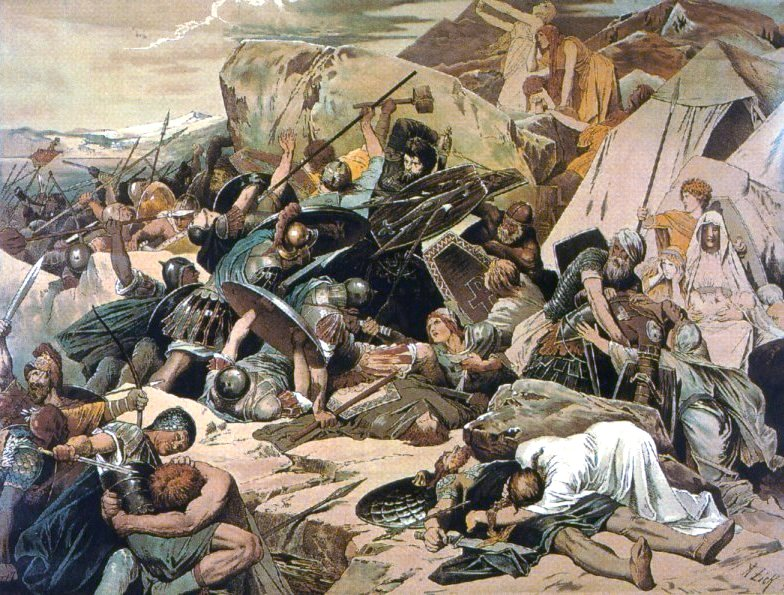
Battaglia dei monti Lattari tra Romani e Goti (l'equipaggiamento è anacronistico).

Mentre i Bizantini si impadronivano anche di Porto e Petra Pertusa, Teia tentò senza successo di stringere un'alleanza con i Franchi. Narsete, nel frattempo, inviò truppe ad assediare Civitavecchia e soprattutto Cuma, dove era custodito il tesoro dei Goti; Teia, allarmato, raccolse le truppe che aveva a disposizione e partì per la Campania. Nella conseguente battaglia dei Monti Lattari, combattuta nell'ottobre 552 presso il Vesuvio, i Goti si batterono accanitamente ma alla fine Teia fu ucciso e, dopo una disperata resistenza, i suoi guerrieri si arresero e si sottomisero a Bisanzio. Teia fu l'ultimo re dei Goti.
Tuttavia la guerra non era ancora finita del tutto: non solo alcune fortezze gote sparse per la penisola, infatti, ancora rifiutavano la resa, ma gli Ostrogoti che avevano rifiutato di abbassare le armi avevano inviato un'ambasceria al re dei Franchi Teodobaldo, chiedendogli sostegno militare contro i Bizantini; il re dei Franchi, tuttavia, rifiutò di intervenire direttamente nel conflitto pur non impedendo a due comandanti alemanni del suo esercito, Butilino e Leutari, di invadere la penisola alla testa di un'orda franco-alemanna comprendente, secondo almeno Agazia, ben 75.000 guerrieri (cifra che sembra comunque esagerata). Narsete ricevette la notizia dell'invasione franco-alemanna mentre era alle prese con l'assedio di Cuma, che gli stava provocando diversi problemi, e reagì lasciando una piccola parte dell'esercito a continuare l'assedio della città mentre egli con il grosso dell'esercito si diresse verso nord, non solo per respingere la nuova minaccia ma anche per sottomettere le fortezze gote che ancora resistevano nella Tuscia. Terminata la sottomissione della Tuscia, Narsete ordinò ai suoi soldati di ritirarsi nei propri quartieri invernali per poi ricongiungersi a Roma nella primavera successiva, e si diresse a Ravenna dove risiedette a Classe; qui ricevette la notizia della resa di Cuma e della conquista del tesoro dei Goti.

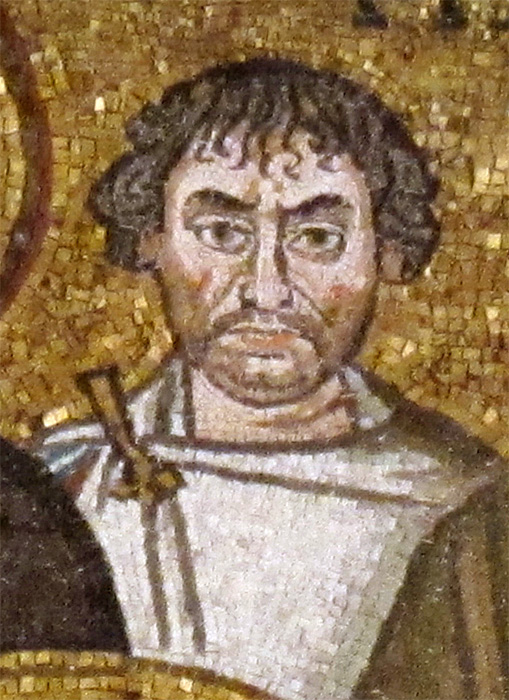
Uomo tradizionalmente identificato con Narsete, dal mosaico raffigurante la corte di Giustiniano nella Basilica di San Vitale, a Ravenna.

Dopo aver messo in fuga un esercito franco-alemanno di 2.000 uomini nella primavera del 554, Narsete ritornò a Ravenna e da qui si diresse verso Roma; rimase nell'Urbe, dove si era riunito tutto l'esercito, fino all'estate del 554, addestrando i suoi uomini in modo che potessero migliorare le loro abilità combattive. Nel frattempo i franco-alemanni, giunti ormai nel Sannio, si erano divisi in due gruppi: uno, condotto da Leutari, raggiunse Otranto per poi ritornare in nord Italia; l'altro invece, condotto da Butilino, raggiunse lo Stretto di Messina. Entrambi gli eserciti compirono saccheggi ed uccisioni: i Franchi, tuttavia, a differenza degli Alemanni, non saccheggiarono gli edifici religiosi in quanto cristiani. Mentre l'esercito di Leutari tornava nel nord Italia venne sconfitto presso Pesaro dagli Imperiali; i superstiti trovarono rifugio nella Venezia in mano franca dove però molti morirono di dissenteria. Butilino, speranzoso di diventare re dei Goti una volta vinti i Bizantini, giunto allo Stretto di Messina decise di dirigersi in Campania per affrontare Narsete; accampatosi a Capua, Butilino, forte di 30.000 uomini seppur in parte colpiti dalla dissenteria, si preparò allo scontro con Narsete: i due eserciti si scontrarono dunque nella battaglia del Volturno in cui ebbe la meglio il generale bizantino, che distrusse l'esercito franco costringendolo al ritiro. Questa vittoria, che pose fine alle grandi operazioni militari della guerra gotica, venne celebrata da Narsete a Roma.

##### Condizioni di Roma dopo la guerra gotica
Le conseguenze della guerra si fecero sentire sull'Italia per alcuni secoli, anche perché la popolazione, per non essere coinvolta, aveva abbandonato le città per rifugiarsi nelle campagne o sulle alture fortificate meglio protette, portando a compimento quel processo di ruralizzazione e di abbandono dei centri urbani iniziato nel V secolo. Anche se le cifre delle vittime riportate da Procopio sono forse esagerate, si può stimare che buona parte della popolazione italiana fosse stata decimata dagli assedi, dalle carestie e dalla peste.
I ripetuti assedi avevano devastato la città e grandemente ridotto la popolazione che agli inizi del secolo contava ancora circa 100.000 abitanti e che adesso si era ridotta a non più di 30.000 persone. Gran parte degli antichi edifici pubblici era in rovina, mentre l'abitato si era spostato principalmente nella zona del Campo Marzio e di Trastevere, presso il fiume.
Giustiniano I (527-565) garantì sussidi a Roma per mantenere le costruzioni pubbliche, gli acquedotti e i ponti, ma questi, nello scenario di un'Italia impoverita dalle recenti guerre, non erano sempre sufficienti. L'imperatore protesse inoltre gli studiosi di varie discipline e ripristinò teoricamente il Senato, che rimase tuttavia sotto la supervisione di un prefetto e altri ufficiali, dipendenti dalle autorità bizantine a Ravenna e venne più tardi sostituito da un consiglio consultivo costituito dalle famiglie più importanti. L'antica aristocrazia romana aveva in gran parte trasferito le sue residenze presso le corti di Costantinopoli o di Ravenna ed era subentrata una nuova aristocrazia formata da funzionari bizantini o della corte papale. Vennero anche costruite nuove chiese, in genere caratterizzate da elementi orientali (Santi Quirico e Giulitta, Santi Apostoli, San Giovanni a Porta Latina)
Se alcune fonti propagandistiche parlano di un'Italia florida e rinata dopo la conclusione del conflitto, la realtà doveva essere ben diversa. I tentativi di Giustiniano di combattere gli abusi fiscali in Italia risultarono vani e, nonostante Narsete e i suoi sottoposti avessero ricostruito, in tutto o in parte, numerose città distrutte dai Goti, l'Italia non riuscì a recuperare la sua antica prosperità. Nel 556 papa Pelagio si lamentò in una lettera al vescovo di Arelate delle condizioni delle campagne, «così desolate che nessuno è in grado di recuperare»; proprio a causa della situazione critica in cui versava l'Italia, Pelagio fu costretto a chiedere al vescovo in questione di inviargli i raccolti dei patrimoni pontefici nella Gallia meridionale, oltre a una fornitura di vesti, per i poveri della città di Roma. A peggiorare le condizioni del paese, già provato dal fiscalismo bizantino, contribuì inoltre un'epidemia di peste che spopolò l'Italia dal 559 al 562; ad essa, inoltre, fece poi seguito anche una carestia.
Anche Roma faticò, nonostante i fondi promessi, a riprendersi dalla guerra e l'unica opera pubblica riparata nella città di cui si ha notizia è il ponte Salario, distrutto da Totila e ricostruito nel 565. La guerra rese Roma una città spopolata e in rovina: molti monumenti si deteriorarono e dei 14 acquedotti che prima della guerra fornivano acqua alla città ora solo uno, secondo gli storici, rimase in funzione, l'Aqua Traiana fatto riparare da Belisario. Anche per il senato romano iniziò un irreversibile processo di declino che si concluse con il suo scioglimento verso l'inizio del VII secolo: molti senatori si trasferirono a Bisanzio o vennero massacrati nel corso della guerra. Roma, alla fine della guerra, contava non più di 30.000 abitanti (contro i 100.000 di inizio secolo) e si avviava alla completa ruralizzazione, avendo perduto molti dei suoi artigiani e commercianti e avendo accolto al contempo numerosi profughi provenienti dalle campagne. Il declino non coinvolse, tuttavia, tutte le regioni: quelle meno colpite dalla guerra, come la Sicilia o Ravenna, non sembrano aver risentito in misura rilevante degli effetti devastanti del conflitto, mantenendo la propria prosperità.

#### Invasione longobarda
Stando a ciò che scrive Paolo Diacono, l'imperatore Giustino II, intorno al 568, ricevette le proteste degli abitanti di Roma, che sostenevano, a causa del rapace fiscalismo, che era meglio sottostare alla dominazione gota piuttosto che a quella greca e minacciavano, in caso di mancata rimozione di Narsete, di consegnare Roma e l'Italia ai Barbari.
Quando Narsete lo seppe, disse:
L'Imperatore si adirò con Narsete e lo destituì, sostituendolo con Longino che ricevette la carica di Prefetto del pretorio d'Italia. Narsete, ricevuta tale notizia, e adiratosi con l'Imperatore, decise di ritirarsi a Napoli da dove scrisse ai Longobardi, invitandoli a invadere l'Italia. Alboino accettò l'invito; dopo essersi alleato con i Sassoni, Alboino e tutto il suo popolo abbandonarono la Pannonia per andare a stabilirsi in Italia.
La storia del tradimento di Narsete narrata da Paolo Diacono tuttavia è priva di fondamento storico. Gli storici moderni ritengono più probabile che i Longobardi abbiano invaso l'Italia piuttosto perché pressati dall'espansionismo degli Àvari. Secondo alcune congetture non verificabili i Longobardi potrebbero stati invitati in Italia dal governo bizantino con l'intenzione di utilizzarli come foederati per contenere eventuali attacchi franchi. Secondo la tradizione riportata da Paolo Diacono, il giorno di Pasqua del 568 Alboino entrò in Italia. Sono state avanzate varie ipotesi sui motivi per cui Bisanzio non ebbe la forza di reagire all'invasione:
- la scarsità delle truppe italo-bizantine
- la mancanza di un generale talentuoso dopo la rimozione di Narsete
- il probabile tradimento dei Goti presenti nelle guarnigioni che, secondo alcune ipotesi, avrebbero aperto le porte ai Longobardi
- l'alienazione delle genti locali per la politica religiosa di Bisanzio
- la possibilità che potrebbero essere stati i Bizantini stessi a invitare i Longobardi nel Nord Italia per utilizzarli come foederati
- una pestilenza seguita da una carestia aveva indebolito l'esercito italo-bizantino
- la prudenza dell'esercito bizantino che in genere, invece di affrontare subito gli invasori con il rischio di farsi distruggere l'esercito, attendeva che si ritirassero con il loro bottino e solo in caso di necessità interveniva.

Così negli anni settanta del secolo i Longobardi posero la loro capitale a Pavia conquistando tutto il Nord della Penisola tranne le coste della Liguria e del Veneto. Al Centro e al Sud si formarono invece i ducati longobardi di Spoleto e Benevento, i cui duchi fondatori (Zottone a Benevento e Faroaldo a Spoleto) non sembrerebbero essere venuti in Italia con Alboino, ma secondo alcune congetture - ora divenute maggioritarie - sarebbero arrivati in Italia già prima del 568, come foederati al servizio dell'Impero rimasti in Italia dopo la guerra gotica; solo nel 576, dopo il fallimento della spedizione contro i Longobardi del generale bizantino Baduario, i foederati Longobardi di Spoleto e Benevento si sarebbero rivoltati a Bisanzio, formando questi due ducati autonomi. Dopo la formazione dei due ducati longobardi meridionali, ora Roma era apertamente minacciata e nel 579 fu essa stessa assediata; il senato romano inviò richieste di aiuto all'Imperatore Tiberio II, ma questi - essendo impegnato sul fronte orientale - non poté far altro che consigliare al senato di corrompere col denaro i duchi longobardi per spingerli a passare dalla parte dell'Impero e combattere in Oriente al servizio di Bisanzio contro la Persia, oppure di comprare un'alleanza con i Franchi contro i Longobardi.

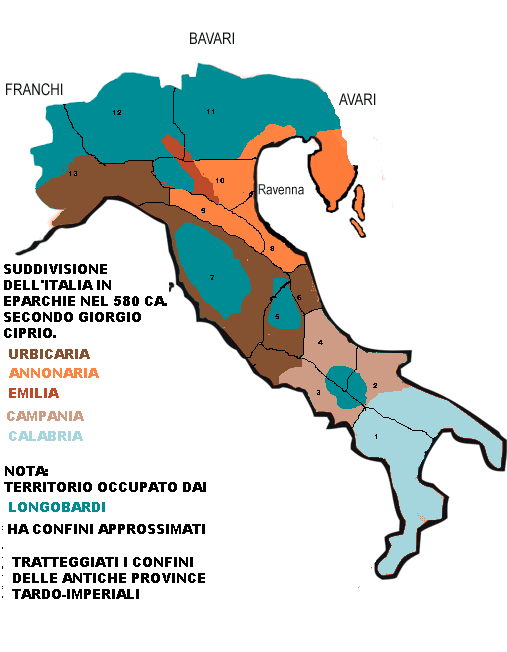
L'Italia nel 580, suddivisa in eparchie, secondo Giorgio Ciprio. Cartina basata sulla ricostruzione di PM Conti, non esente da critiche.

Intorno al 580, stando alla Descriptio orbis romani di Giorgio Ciprio, sembra che Tiberio II divise in cinque province o eparchie l'Italia bizantina e Roma entrò a far parte dell'eparchia Urbicaria, comprendente i residui possedimenti bizantini in Liguria, Alpi Cozie, Tuscia, Valeria, Piceno, e l'estremo Nord della Campania. Tale riforma amministrativa dell'Italia sembra motivata, secondo Bernard Bavant, dalla necessità di riorganizzare l'amministrazione dell'Italia in modo da mantenere i territori residui minacciati dai Longobardi rendendoli in grado di respingere i loro attacchi; essendo fallito, infatti, ogni tentativo (compresa la spedizione di Baduario) per sloggiarli e prendendo dunque atto che per ora non era possibile risospingere al di là delle Alpi la nazione longobarda, fu introdotto con la riforma il sistema dei tratti limitanei, anticipando la riforma dell'Esarcato, che fu realizzata alcuni anni dopo. Nel 584 circa fu istituito infine l'esarcato, portando alla soppressione dell'eparchia Urbicaria. Il primo esarca di cui si ha notizia potrebbe essere stato Decio,, un patrizio citato in un'epistola del 584 di Papa Pelagio forse identificabile con l'innominato esarca citato nella medesima epistola (la lettera è ambigua): nella medesima lettera si comprende come la situazione a Ravenna fosse disperata perché viene affermato che l'exarchus non poté portare aiuto a Roma contro i Longobardi in quanto già a stento riusciva a difendere Ravenna.
Maurizio (582 - 602) diede un nuovo corso al conflitto alleandosi con il re dei Franchi Childeberto II (579-595). Le armate franche invasero i territori dei Longobardi nel 584, 585, 588 e 590.

#### Le riforme di papa Gregorio I
Per circa due secoli Roma rimase tuttavia sotto il formale dominio bizantino, esercitato da carthularii o duces che risiedevano negli antichi palazzi imperiali del Palatino, mentre il comandante militare dovette avere la propria sede nella parte alta dei Mercati di Traiano, che conservò anche in seguito il carattere di fortificazione. Il papa si assumeva in misura sempre maggiore il compito di provvedere all'amministrazione della città.
La Chiesa andava inoltre man mano assorbendo i maggiori possedimenti che erano stati dell'aristocrazia senatoria e in parte erano passati all'amministrazione bizantina. La creazione di una rete organizzativa cittadina e di nuove istituzioni religiose destinate alla cura ed alla difesa degli abitanti, fu in particolare opera di papa Gregorio I (590 - 604).
Il papa Gregorio I istituì una dicastero legale, costituito da laici (defensores sotto la guida di un primicerius), affiancato ai sette dicasteri costituiti da funzionari ecclesiastici e retti da diaconi. Un nunzio rappresentava permanentemente la Chiesa romana presso la corte dell'imperatore bizantino. La Chiesa si era assunta i compiti civili dell'approvvigionamento della città, attraverso i prodotti delle vaste tenute in suo possesso, amministrati centralmente, e la manutenzione degli edifici pubblici. L'assistenza ai cittadini era assicurata da una rete di diaconie, centri che si occupavano della distribuzione dei viveri e del ricovero di pellegrini, poveri e ammalati: pur gestite dalla Chiesa, servite da comunità monastiche e dotate di oratori, erano rette da funzionari laici (pater diaconiae) e svolgevano compiti civili (Santa Maria in Cosmedin, San Giorgio al Velabro, San Teodoro, Basilica di Santa Maria in Via Lata).
Si moltiplicarono i monasteri, che si installavano in antiche domus donate dai proprietari, e lo stesso papa Gregorio I ne fondò uno sulle proprietà della sua famiglia al Celio. Le comunità monastiche furono di grande importanza nella Chiesa, come consiglieri diplomatici, teologi e missionari, ma anche per il funzionamento dei centri assistenziali e la custodia dei sepolcri dei martiri.
Roma aveva sofferto di una disastrosa inondazione del Tevere nel 589, seguita da una pestilenza nel 590.
A quest'ultima si riferisce la leggenda dell'avvistamento dell'angelo che rinfoderava la spada fiammeggiante, all'origine dell'attuale nome di Castel Sant'Angelo, mentre l'appena eletto papa Gregorio I passava in processione per implorare la fine dell'epidemia.
Nel 591, inoltre, il duca di Spoleto, Ariulfo, appena asceso al ducato, iniziò a condurre una politica espansionistica a danni dei Bizantini, conquistando le città del corridoio umbro che collegava Roma con Ravenna e assediando la Città Eterna stessa, da cui si ritirò solo dopo aver estorto alla città assediata un tributo; nel frattempo anche Napoli venne minacciata dai Longobardi di Benevento. L'esarca non intervenne in aiuto di Roma, nonostante le richieste di aiuto di Papa Gregorio, il quale, dopo l'assedio, scrisse all'arcivescovo di Ravenna, Giovanni II, lamentandosi per il comportamento dell'esarca, che «...rifiuta di combattere i nostri nemici e vieta a noi di concludere la pace». Papa Gregorio, infatti, vista la latitanza del potere imperiale, cercò di negoziare la pace con i Longobardi, in modo da alleviare le sofferenze alla popolazione romana: iniziava così l'attività politica e temporale della chiesa di Roma.

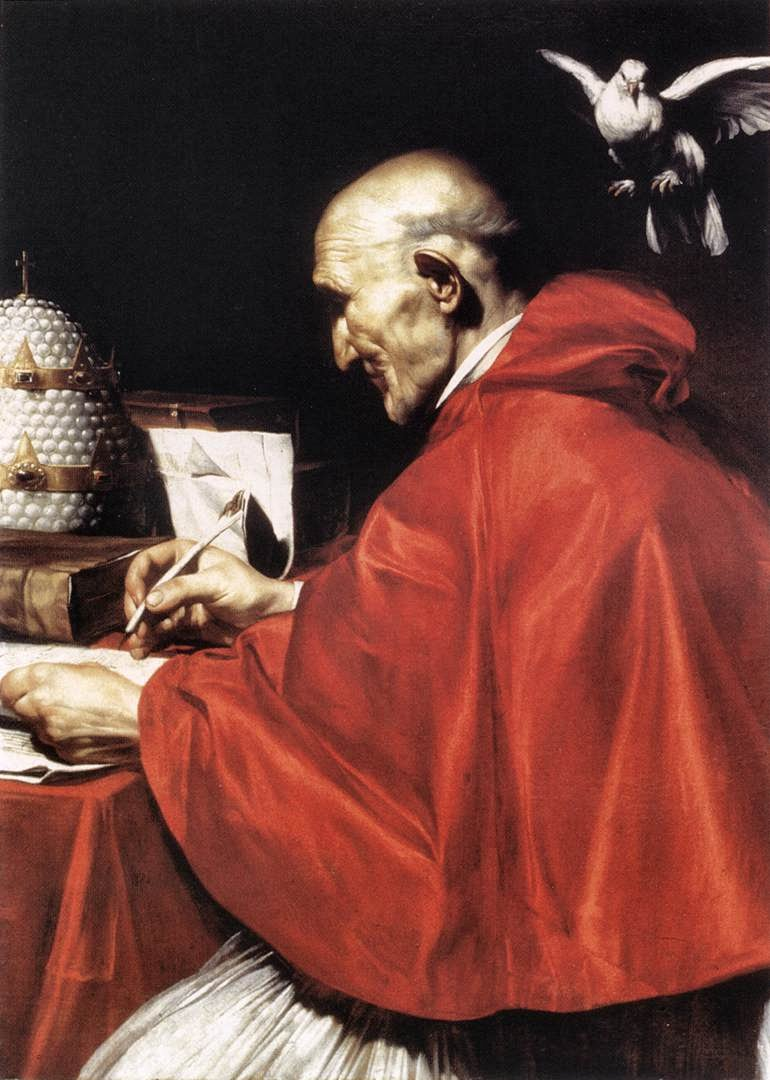
Papa Gregorio Magno fu uno degli oppositori alla politica dell'esarca Romano.

Nel 592 l'esarca Romano, venuto a conoscenza che Papa Gregorio era in trattative con il ducato di Spoleto per una pace separata, si mosse per rompere le trattative, un po' perché non tollerava l'insubordinazione del Pontefice, che stava trattando con il nemico senza alcuna autorizzazione imperiale, un po' perché concludere la pace in quel momento avrebbe riconosciuto il corridoio umbro in mani longobarde, cosa che l'esarca doveva assolutamente evitare. Nel luglio 592, quindi, l'esarca, partendo da Ravenna, raggiunse via mare Roma e dalla Città Eterna partì alla riconquista delle città del Corridoio umbro: dopo una breve campagna, riuscì a riconquistarle. Questa campagna, come previsto, ruppe le trattative di pace che Papa Gregorio aveva avviato con i Longobardi, provocando un ulteriore peggioramento dei rapporti con il pontefice, che si lamentò in seguito del comportamento dell'esarca, che aveva impedito che si giungesse a una tregua «senza alcun costo per l'Impero» con i Longobardi. La campagna di Romano non generò però solo le critiche del pontefice, ma anche la reazione di re Agilulfo, che da Pavia marciò in direzione di Perugia, dove giustiziò il duca longobardo Maurisione che, passato dalla parte dell'imperatore, gli aveva consegnato le città del corridoio umbro. Poi assediò Roma (593), da cui si ritirò solo dopo aver estorto un tributo di 5.000 libbre d'oro.
Papa Gregorio Magno continuò ad insistere per una pace, cercando di convincere lo scolastico di Romano, Severo, a persuadere l'esarca a firmare una tregua con i Longobardi, ma senza alcun risultato apprezzabile; anzi, i suoi tentativi subirono la disapprovazione dell'imperatore Maurizio. Le trattative di pace non andarono avanti, perché sempre ostacolate dall'esarca Romano, «la cui malizia è persino peggiore delle spade dei Longobardi, tanto che i nemici che ci massacrano sembrano dolci in comparazione con i giudici della Repubblica che ci consumano con la rapina...» (così scrisse Papa Gregorio Magno al vescovo di Sirmio nella prima metà del 596).
Dopo la morte di Romano (596), divenne esarca Callinico, il quale si mostrò molto più malleabile del predecessore. Con lui, grazie alla mediazione di papa Gregorio, si arrivò nel 598 ad un trattato di pace, seppur "armata", di durata biennale, con il re longobardo Agilulfo. Nel 601, tuttavia, l'esarca approfittò della ribellione dei duchi longobardi del Friuli e di Trento, catturando la figlia del re insieme ad altri familiari. I Longobardi reagirono prontamente e conquistarono Mantova, Cremona, Padova e Monselice.
Nel 603 Smaragdo (già esarca dal 585 al 589) ritornò al governo di Ravenna e appoggiò nuovamente il Papa nella lotta contro gli scismatici tricapitolini. Il nuovo esarca, non potendosi attendere aiuti da Oriente, non poté far altro che concordare una tregua con i Longobardi, che venne rinnovata di anno in anno fino alla fine del regno di Agilulfo. Nel frattempo, nel 604, morì Papa Gregorio Magno.

#### Roma nel VII e VIII secolo

##### Lo sviluppo del Papato
La posizione del papato si rafforzò ancora sotto il regno dell'usurpatore Foca (602 - 610), che ne riconobbe il primato sopra il patriarca di Costantinopoli e decretò papa Bonifacio III (607) "capo di tutte le Chiese". Il Pantheon nel 609 fu donato al papa Bonifacio IV e trasformato in una chiesa (Santa Maria Rotonda), primo tempio pagano trasformato in chiesa nella città, ed unico ancora per altri due secoli. In onore dell'Imperatore Foca fu inoltre eretta una colonna nel foro romano nel 608.
Durante il VII secolo, Roma subì fortemente l'influenza bizantina e vide un massiccio afflusso di ufficiali e religiosi bizantini da altre parti dell'Impero (anche in seguito all'ondata di profughi cristiani che si erano rifugiati a Roma in seguito all'espansione musulmana): all'interno della stessa Chiesa romana le più alte cariche erano rivestite da personaggi di origine orientale, in gran parte di lingua greca, e la stessa elezione del papa era sottoposta all'approvazione imperiale. Vennero dedicate numerose chiese a santi orientali e i mosaici, i dipinti e gli elementi architettonici dell'arredo delle chiese seguivano i modelli artistici di Costantinopoli; si diffuse il culto delle reliquie dei corpi dei martiri, precedentemente diffuso in Oriente, ma disapprovato a Roma.
Tra il VI e il VII secolo l'espansione del Cristianesimo in occidente aveva portato a un costante flusso di pellegrini nella capitale e si moltiplicarono gli ospizi e le diaconie dedicati alla loro accoglienza, spesso costruiti lungo le strade di accesso ai santuari. Le donazioni e il soggiorno costituirono un'importante fonte di entrate per l'economia cittadina. Nuovi santuari in parte interrati furono costruiti intorno alle tombe più venerate (San Lorenzo e Sant'Agnese Basilica dei Santi Nereo e Achilleo presso le catacombe di Domitilla). Nella Basilica di San Pietro venne costruita intorno alla tomba una cripta semi-anulare che assicurava l'ordinato scorrere dei pellegrini.

##### La rivolta dell'esarca Eleuterio
Nel 615 Roma fu visitata dall'esarca Eleuterio, che fu ricevuto calorosamente da Papa Adeodato I; l'esarca aveva appena represso una rivolta a Ravenna in cui era rimasto ucciso il suo predecessore e stava recandosi a Napoli per sopprimere un'ulteriore insurrezione scoppiata nella città partenopea. Dopo aver tentato senza successo di combattere i Longobardi, venendo sconfitto ripetutamente dal duca Sundrarit e costretto a pagare un tributo di 500 libbre d'oro, Eleuterio decise nel 619 di usurpare la porpora, proclamandosi Imperatore romano d'Occidente: secondo lo studioso Bertolini, l'intento dell'esarca ribelle era quello di «ridare all'Italia un impero indipendente, pari di rango all'impero in Oriente», anche se non si può escludere, come sostiene T.S. Brown, che «le sue ambizioni contemplassero soltanto l'instaurazione, nell'Italia bizantina, di un governo autonomo». Poco tempo dopo aver assunto la porpora, Eleuterio si recò dall'arcivescovo di Ravenna Giovanni IV, con ogni probabilità per farsi incoronare; l'arcivescovo, tuttavia, evitò di prendersi questa responsabilità, forse temendo l'ira di Eraclio nel caso l'usurpazione fosse stata repressa; consigliò, piuttosto, Eleuterio di recarsi a Roma per farsi incoronare nell'antica Caput Mundi, o dal papa (secondo Ravegnani) o dal senato romano (secondo Bertolini). Eleuterio, reputando valido il consiglio, iniziò i preparativi per il viaggio. Secondo lo studioso Classen, si trattò della «prima marcia di incoronazione a Roma della storia del mondo». Giunto nei pressi di Castrum Luceoli con i pochi che lo accompagnavano, l'esarca ribelle fu ucciso da soldati fedeli a Eraclio.

##### La questione monotelita
Il papato venne inoltre coinvolto nelle numerose dispute teologiche che agitavano l'impero. Sotto l'esarca Isacio (625-643) si ebbe un nuovo inasprimento delle tensioni con la Chiesa romana: Eraclio, in quegli anni, aveva infatti promulgato l'Ekthesis, cioè un editto con cui l'imperatore interveniva nelle dispute cristologiche sancendo la duplice natura umana e divina del Cristo, ma l'unicità della sua volontà, il Monotelismo. Il provvedimento aveva incontrato gravi resistenze in Occidente e Isacio reagì in materia brutale. Nel 640, sfruttando il malcontento dei soldati per i forti ritardi della paga, il chartularius Maurizio istigò i militari a fare rappresaglia contro il Pontefice, accusato di aver sottratto il compenso dovuto, e quindi, dopo tre giorni di assedio, fu sequestrato il tesoro della Chiesa romana custodito nel Laterano. Poco dopo arrivò a Roma anche Isacio, che bandì alcuni ecclesiastici, fece l'inventario del tesoro sequestrato e lo inviò in parte a Costantinopoli ad Eraclio e parte lo tenne per sé. In seguito (intorno al 642), Isacio dovette fronteggiare la rivolta a Roma dello stesso Maurizio, che ottenne l'appoggio dei soldati nelle fortezze circostanti accusando l'esarca di avere l'intenzione di usurpare la porpora. Isacio inviò il sacellario e magister militum Dono nella Città Eterna per sedare la rivolta, missione coronata dal successo: Maurizio, abbandonato dai suoi stessi uomini, fu catturato in una chiesa di Roma detta Ab Praesepe e, per ordine dell'esarca, decapitato a Ficocle e la sua testa esposta al circo di Ravenna. Gli altri prigionieri, messi in carcere in attesa di conoscere la loro pena, si salvarono grazie all'improvviso decesso dell'esarca (avvenuto, secondo la testimonianza ostile del Liber Pontificalis, per intervento divino), che determinò la loro liberazione. È possibile che Isacio sia stato ucciso dai Longobardi durante la battaglia dello Scultenna nel 643 (si veda più sotto).
Morti Eraclio e i suoi immediati successori e diventato imperatore Costante II, questi emanò in materia religiosa il Typos, con il quale aboliva l'editto eracliano, ma allo stesso tempo vietava le discussioni cristologiche. La Chiesa romana si oppose e papa Martino I condannò il Monotelismo e i due editti imperiali. Costante inviò allora due esarchi con l'incarico di arrestare il papa: dapprima Olimpio, il quale resse l'esarcato per un paio di anni, fallendo la propria missione e morendo a causa di una pestilenza mentre si apprestava ad affrontare gli arabi in Sicilia, in seguito Teodoro Calliopa, il quale marciò su Roma e riuscì ad arrestare il Papa e portarlo a Costantinopoli nel 654. Martino, dopo essere stato incarcerato e aver subito pesanti umiliazioni, venne accusato di alto tradimento dal Senato e fu condannato a morte. La condanna fu però sospesa da Costante II e la pena di morte commutata in esilio perpetuo a Cherson.
Nel 663, Roma vide nuovamente sul proprio suolo un imperatore dopo due secoli, con la visita di Costante II. In tale occasione l'imperatore si occupò di spogliare gli antichi edifici da tutto il metallo facilmente asportabile, per gli armamenti da usare contro i musulmani: ne fecero ad esempio le spese le tegole di bronzo dorato della copertura del Pantheon. L'approvvigionamento di cibo della città dipendeva in larga parte dalle tenute di proprietà papale in varie regioni dell'Impero bizantino.
Sotto il successore di Costante II, Costantino IV, i rapporti tra la Chiesa Romana e Costantinopoli, deterioratisi durante il regno di Costante, migliorarono: l'Imperatore infatti revocò tra il 676 e il 678 l'autocefalia (cioè la separazione della Chiesa Ravennate dalla giurisdizione del Papa), stabilita da Costante nel 666 nel tentativo di togliere poteri alla Chiesa, e nel 680 con il Sesto Concilio Ecumenico convocato dall'Imperatore venne condannato il monotelismo. Sempre nel 680 venne sottoscritto un trattato di pace con il regno longobardo con il quale per la prima volta i Bizantini riconoscevano ai Longobardi il possesso dei territori da essi occupati in Italia.

##### I papi di origine greca
Nell'ultima metà del VII secolo e la prima metà dell'VIII, i papi sono di solito di origini greca o orientale, ma questo non vuol dire che fossero arrendevoli con l'Imperatore: anzi, diversi di questi papi si opposero con fermezza alla politica religiosa imperiale.
Con Giustiniano II i rapporti con il Pontefice romano tornarono a deteriorarsi a seguito delle decisioni adottate dal Concilio Trullano in antitesi con il culto occidentale, riguardanti il matrimonio del clero e il digiuno del sabato. Dopo l'opposizione di papa Sergio I, l'imperatore inviò il protospatario Zaccaria per catturarlo e portarlo a Costantinopoli, similmente a quanto successo a Martino I alcuni decenni prima. Alla notizia, gli eserciti italiani si opposero e lo stesso Zaccaria finì per chiedere protezione al Pontefice, nascondendosi addirittura sotto il suo letto. L'esarca sembra che non avesse preso parte a quest'operazione, molto probabilmente perché la carica era al momento vacante.
Nel 701 divenne esarca Teofilatto, contro cui si rivoltarono gli eserciti italiani, per motivi ignoti, forse per motivazioni di natura economica. In difesa dell'esarca, in quel momento a Roma, si schierò Papa Giovanni VI, che riuscì a calmare i ribelli, permettendo all'esarca di raggiungere Ravenna. Nel frattempo, nel 702, ebbe luogo un'offensiva da parte dei longobardi del duca beneventano Gisulfo che conquistò tre città del Lazio (Sora, Arpino e Arce), minacciando la stessa Roma; il Papa riuscì a spingerlo al ritiro, ma le tre città conquistate rimasero in mano longobarda.
Nel 709 Giustiniano II, ripreso il potere (e divenuto noto come Rinotmeto, naso mozzo, per la mutilazione subita durante la precedente deposizione) nel 705, si inserì nella disputa tra le chiese romana e ravennate dovuta alla volontà della seconda di sottrarsi al predominio della prima, alleandosi con il pontefice romano e ordinando una feroce repressione nei confronti dell'Arcivescovo di Ravenna, con lo scopo di mantenere l'appoggio papale e vendicarsi del ruolo dell'arcivescovo avuto all'epoca di Zaccaria e di Teofilatto. L'Imperatore ordinò a Teodoro, stratego della Sicilia, di raggiungere Ravenna con la flotta, appoggiata anche da navi venetiche e illiriche, per compiere la spedizione punitiva. Costui, una volta approdato, invitò numerosi aristocratici locali in un banchetto in senso di amicizia, ma questi furono arrestati e portati a Costantinopoli, dove vennero tutti uccisi meno l'Arcivescovo. Poco tempo dopo, a Ravenna tra il 710 e il 711, la popolazione insorse e l'esarca Giovanni Rizocopo fu trucidato, ma, nonostante il grave episodio, non ebbe luogo nessuna repressione perché frattanto l'imperatore Giustiniano era stato definitivamente deposto e i successori si mostrarono più concilianti.
Nel 711/713 fu invece la popolazione di Roma a rivoltarsi, a causa dell'appoggio al monotelismo da parte del nuovo imperatore Filippico: alla rivolta aderì persino il dux bizantino di Roma, Cristoforo, per cui Filippico fu costretto ad inviare un nuovo duca, Pietro, nel tentativo di sopprimere la rivolta. L'esercito e il popolo romano, condotto dal duca ribelle Cristoforo, riuscì però a sconfiggere in battaglia Pietro e le milizie rimaste fedeli all'Imperatore. Quando nel 713 Filippico fu detronizzato a causa di una rivolta, il nuovo imperatore Anastasio II abolì il monotelismo e inviò a Roma un nuovo esarca, Scolastico, il quale riuscì a porre fine all'insurrezione promettendo che nel caso la rivolta fosse cessata gli abitanti di Roma non sarebbero stati puniti per l'insubordinazione; Scolastico, inoltre, nominò duca di Roma il Pietro già citato in precedenza.
Questi continui episodi di rivolta dimostrano come a partire dalla seconda metà del VII secolo, le tendenze autonomistiche delle aristocrazie locali e il sempre maggior ruolo politico temporale della Chiesa di Roma avessero portato ad un progressivo indebolimento dell'autorità imperiale in Italia.

##### L'iconoclastia e il distacco di Roma dall'Impero

L'Italia politica nel 744.

Nel 726 l'Imperatore Leone III proibì il culto delle immagini sacre, ma questo provvedimento trovò una dura opposizione in Italia. Nel 727, papa Gregorio II si rifiutò di accettare il decreto dell'imperatore Leone III che stabiliva l'iconoclastia. Leone cercò, senza successo, di imporre l'iconoclastia a Roma con la forza militare, confiscò le tenute papali in Sicilia e trasferì le aree precedentemente ecclesiastiche all'interno dell'impero al patriarca di Costantinopoli: Roma era quindi completamente abbandonata a se stessa. Già in fermento per l'aumento delle tasse, gli eserciti della Venezia marittima, della Pentapoli e dell'Esarcato si ribellarono ed elessero loro capi. Inoltre questi erano sul punto anche di nominare un antimperatore, ma papa Gregorio II, messosi a capo degli insorti, riuscì in parte a frenarli, poiché contava ancora sull'Impero d'Oriente per difendersi dai longobardi. Non riuscì ad evitare però che l'esarca Paolo venisse assassinato dai rivoltosi. Una flotta fu inviata dalla Sicilia per vendicare Paolo, ma venne distrutta dalle milizie ravennati.
Nel 728 diventò esarca Eutichio. Il nuovo esarca giunse quindi a Napoli, da dove ordì un attentato (poi fallito) alla vita del papa, Gregorio II. Successivamente, si volse verso i Longobardi: riuscì, infatti, a corrompere re Liutprando, dal quale strappò la promessa di un appoggio contro Gregorio II, in cambio del sostegno militare bizantino nella sottomissione dei ducati di Spoleto e di Benevento all'autorità del re. Mentre Eutichio veniva a capo delle rivolte che infuocavano l'esarcato, tuttavia, il papa riuscì ad incontrare Liutprando e a portarlo nuovamente dalla propria parte. Le truppe romane intervennero per sedare la rivolta nella Tuscia romana dell'usurpatore Tiberio Petasio, ma ciò non bastò per migliorare i già tesi rapporti tra Papa e Impero. Nel 730 l'Iconoclastia divenne dottrina religiosa e gli adoratori delle immagini cominciarono pertanto ad essere perseguitati. Il nuovo pontefice, Gregorio III, condannò la dottrina, con la conseguenza che Leone confiscò alla Chiesa molte proprietà in Calabria e Sicilia. In ogni modo, Eutichio, conscio della propria fragilità e visti tutti i tentativi di arrestare o uccidere il Papa fallire a causa dell'opposizione delle truppe esarcali, decise prudentemente di stabilire buone relazioni con il Papa, facendogli dei doni ed evitando di applicare i decreti iconoclasti.
Il re longobardo Liutprando tentò di approfittare del contrasto teologico e propose alla Chiesa un'alleanza, che non venne tuttavia accettata. Fu tuttavia donato al papa Gregorio II il territorio di Sutri nel 728, che costituì il primo nucleo dello Stato pontificio.
Il papato era appoggiato da un nuovo ceto di proprietari terrieri, legati alle istituzioni ecclesiastiche e di varia origine (antiche famiglie romane, Longobardi e Bizantini), ormai romanizzati, che permisero la creazione di una milizia locale (exercitus), costituita inizialmente dalle scholae nazionali, che radunavano i residenti di varie nazionalità, le corporazioni di mestiere e le associazioni rionali. La milizia insieme al clero e al populus (i capi delle grandi famiglie) contribuiva alle elezioni papali.
A Roma, intanto, Gregorio III, nel 739, aveva appoggiato i duchi di Spoleto e Benevento contro Liutprando, spingendo quest'ultimo ad invadere il centro Italia: l'esarcato e il ducato di Roma ne furono devastati, e Liutprando occupò il corridoio umbro, restituito solo tre anni dopo. Nel 743, mentre a Roma saliva al soglio pontificio Zaccaria, re Liutprando progettava di riconquistare Ravenna, e attaccò l'esarcato impossessandosi di Cesena. Eutichio, sentendosi direttamente minacciato, chiese aiuto a Papa Zaccaria, il quale si recò di persona a Pavia per convincere il sovrano a restituire all'esarca i territori conquistati in quell'anno: riuscì nel suo intento.
Papa Zaccaria (741-752) organizzò il territorio intorno alla città, fondando le prime domus cultae, vere e proprie aziende agricole facenti capo alla Chiesa, che assicuravano l'approvvigionamento della città.

I territori bizantini in Italia dopo la caduta dell'esarcato, nel 751, ad opera di Astolfo.

Liutprando morì nel 744: gli succedettero prima Ildeprando e poi Ratchis. Quest'ultimo interruppe le campagne di conquista dei suoi predecessori e firmò una pace con l'esarcato. Nel 749, tuttavia, invase la Pentapoli e assediò Perugia; il Papa lo convinse a ritirarsi ma al suo ritorno venne deposto dalla fazione longobarda contraria alla pace con Bisanzio, che elessero re Astolfo. Questi, riorganizzato e rafforzato l'esercito, passò immediatamente all'offensiva contro i territori italiani ancora soggetti (anche se più di nome che di fatto) all'Impero bizantino. Nel 750 invase da nord l'Esarcato occupando Comacchio e Ferrara; nell'estate del 751 riuscì a conquistare l'Istria e poi la stessa Ravenna, capitale e simbolo del potere bizantino in Italia. Si insediò nel palazzo dell'esarca, che venne parificato al palazzo regio di Pavia come centro del
regno longobardo.

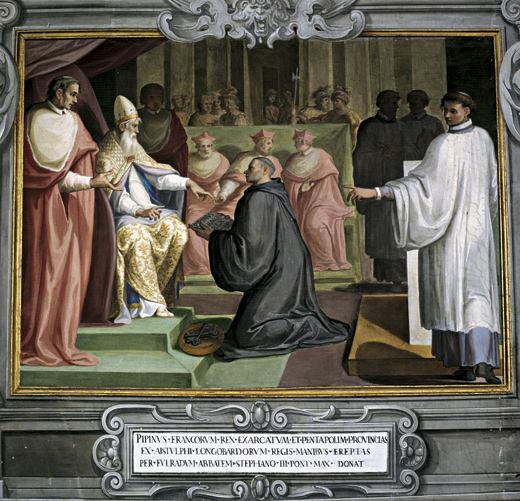
La donazione effettuata da Pipino il Breve delle terre dell'Esarcato di Ravenna al papa Stefano II: tradizionalmente questo momento è considerato la nascita dello Stato della Chiesa.

L'Imperatore Costantino V tentò di recuperare l'esarcato con la forza della diplomazia inviando ambasciatori presso Astolfo nel tentativo di spingerlo a restituire i territori conquistati all'Impero, ma ovviamente l'ambizioso re longobardo non era disposto a rinunciare alle sue conquiste e ambiva a conquistare anche Roma, minacciando apertamente il Papa, da cui pretendeva che il ducato romano pagasse un tributo di tanti soldi d'oro quanti erano gli abitanti del ducato; quando nel 753 il re longobardo occupò la fortezza di Ceccano, in territorio romano, il Pontefice, vista ogni negoziazione congiunta con l'Impero fallire e constatato che l'Impero d'Oriente non poteva fornirgli concreti aiuti militari, decise di rivolgersi ai Franchi, all'epoca governati da Pipino il Breve. Nel gennaio del 754 il Papa si recò in Francia, incontrandosi con re Pipino a Ponthion. Il re franco accettò la richiesta di aiuto del pontefice e i due concordarono la spartizione dell'Italia tra Papato e Franchi: al Papa sarebbe spettata, in caso di sconfitta dei Longobardi, tutta l'Italia a sud della linea che va da Luni a Monselice, ai Franchi l'Italia a nord della suddetta linea di spartizione della Penisola. Ottenuto l'assenso alla spedizione da parte dei nobili franchi nel corso di una dieta a Quertzy il 14 aprile del 754, Pipino discese una prima volta in Italia nell'agosto 754, sconfiggendo Astolfo nei pressi di Susa e costringendolo a cedere alcuni territori che le fonti non precisano quali fossero. Astolfo, tuttavia, non recedette dai suoi piani bellicosi e nel 756 invase di nuovo il ducato romano, espugnando Narni e assediando Roma: Papa Stefano II sollecitò di nuovo l'aiuto di Pipino, che discese in Italia nello stesso anno, sconfisse di nuovo i Longobardi e costringendo Astolfo a cedere Esarcato e Pentapoli al Papa invece che all'Impero. I Bizantini ovviamente protestarono e, tramite due messi inviati presso il re franco, lo pregarono di restituire l'Esarcato al legittimo padrone, ovvero l'Impero d'Oriente; ma Pipino rispose negativamente, congedando i due ambasciatori. Nacque così il potere temporale dei Papi e il primo embrione dello Stato della Chiesa.

### Il papato e il Sacro Romano Impero
Come già detto, l'indebolimento dell'impero bizantino e la minaccia dei Longobardi, spinsero il papa all'alleanza con i Franchi: il tentativo di renovatio imperii ("rinnovamento dell'impero") produsse una rinascita cittadina e successivamente un lungo periodo di contrasti tra Papato e impero, che attraversò diverse fasi. Nel 753, in seguito alle minacce dei Longobardi, che andavano eliminando la presenza bizantina in tutta l'Italia, papa Stefano II si alleò con Pipino il Breve re dei Franchi, proclamato "patrizio dei Romani" ("patricius Romanorum", titolo in teoria spettante al viceré bizantino) e difensore dei diritti di san Pietro. Dopo aver sconfitto i Longobardi, li costrinse a cedere l'esarcato al Papa: iniziò così il potere temporale dei Papi e il primo embrione dello Stato della Chiesa. Papa Adriano I si impegnò in un'intensa opera di consolidamento e rinnovamento cittadino, e, dopo un periodo di decadenza e lotte, che vide la prevalenza delle famiglie dei duchi di Spoleto e dei Crescenzi, le riforme di papa Gregorio VII e la nascita di un ceto cittadino, fortemente legato alle istituzioni ecclesiastiche spesso orgogliosamente consapevole del grande passato e del ruolo storico della città.

#### L'età carolingia

##### Il Papato, i Franchi e Desiderio
Nel 757, nel frattempo, era diventato re longobardo Desiderio, il quale era riuscito a detronizzare il suo predecessore Ratchis grazie al supporto del Papa e dei Franchi, ai quali aveva tuttavia promesso di cedere al Papa tutte le conquiste di Liutprando in caso di vittoria. Nel frattempo, Papato e Franchi fecero sì che al ducato di Spoleto e Benevento venissero eletti duchi autonomi dal re longobardo. Deceduto però Papa Stefano II, il Papato affrontò una momentanea crisi interna, e di ciò ne approfittò Desiderio, il quale rifiutò di mantenere la parola data, non consegnando al Papa le terre promesse, e, alleandosi con l'Imperatore d'Oriente contro Papato e Franchi, ricondusse sotto la propria influenza i ducati di Spoleto e Benevento (758). Conscio tuttavia di dover fare qualche concessione al Papato per non dover affrontare i Franchi, tuttavia, Desiderio nel 757 cedette al Papa le città di Ferrara e Faenza e la Pentapoli, continuando però a conservare gran parte dei territori che avrebbe dovuto cedere al Papato. Non ottenendo l'appoggio desiderato dai Franchi contro Desiderio, nel 763 Papa Paolo I firmò un trattato con re Desiderio che permise ai Longobardi di conservare anche i territori promessi al Papa ma che si erano rifiutati di cedere.
Nel 768, essendo deceduto Papa Paolo I, re Desiderio tentò addirittura di imporre al soglio pontificio un papa filo longobardo: un esercito spoletino condotto dal prete Valdiperto, su ordini di re Desiderio, marciò su Roma e impose come Papa il filolongobardo Antipapa Filippo, il cui pontificato tuttavia non durò più di un giorno, a causa della crescente ostilità degli oppositori, che lo deposero e nominarono nuovo papa Stefano III. Nel frattempo, essendo deceduto re Pipino, tra i Franchi scoppiò una guerra civile tra i figli di Pipino, Carlomanno e Carlo Magno, che si concluse solo nel 771 con il trionfo di Carlo Magno. Inoltre la madre di Carlo Magno, Beltrada, era convinta che i Franchi dovessero costruire una rete di alleanze con i principali stati europei in modo favorevole ai Franchi o per mantenere la pace in Europa, e, a tal fine, Carlo Magno fu spinto al matrimonio combinato con la figlia di re Desiderio, nonostante le proteste di Papa Stefano III, che non poteva permettere che i Franchi, il suo maggior alleato, si potessero alleare con i Longobardi, il suo peggior nemico. Nel 771 re Desiderio si erse addirittura a difensore del Papato contro la fazione dei Franchi favorevole a Carlomanno: marciò su Roma e aiutò il Papa ad annientare i sostenitori di Cristoforo, un ecclesiastico che intendeva invitare Carlomanno ad invadere l'Italia per rafforzare la propria posizione ai danni del Papa e di Carlo Magno.
Nel 771 tuttavia Carlo Magno riuscì a vincere la guerra civile contro Carlomanno e, diventato sovrano unico dei Franchi, decise di ripudiare la figlia di Desiderio, rompendo l'alleanza con i Longobardi ed ergendosi di nuovo a difensore del Papato. Nel 772 salì al soglio pontificio, inoltre, Papa Adriano I, il quale era anti-longobardo. Avendo il nuovo papa intimato a Desiderio di consegnargli i territori un tempo promessi, il re longobardo reagì con la guerra, invadendo Esarcato e Pentapoli e penetrando nel Lazio: ciò a cui Desiderio mirava era costringere il Pontefice a impartire l'unzione regale ai figli di Carlomanno, il che avrebbe provocato una guerra civile nel regno dei Franchi. Il Papa invocò però l'aiuto di Carlo Magno, che, sceso in Italia nel 774, sconfisse definitivamente l'ultimo re longobardo Desiderio e conquistò il regno longobardo, che unì a quello franco, divenendo da allora Re dei Franchi e dei Longobardi.

##### L'incoronazione di Carlo Magno

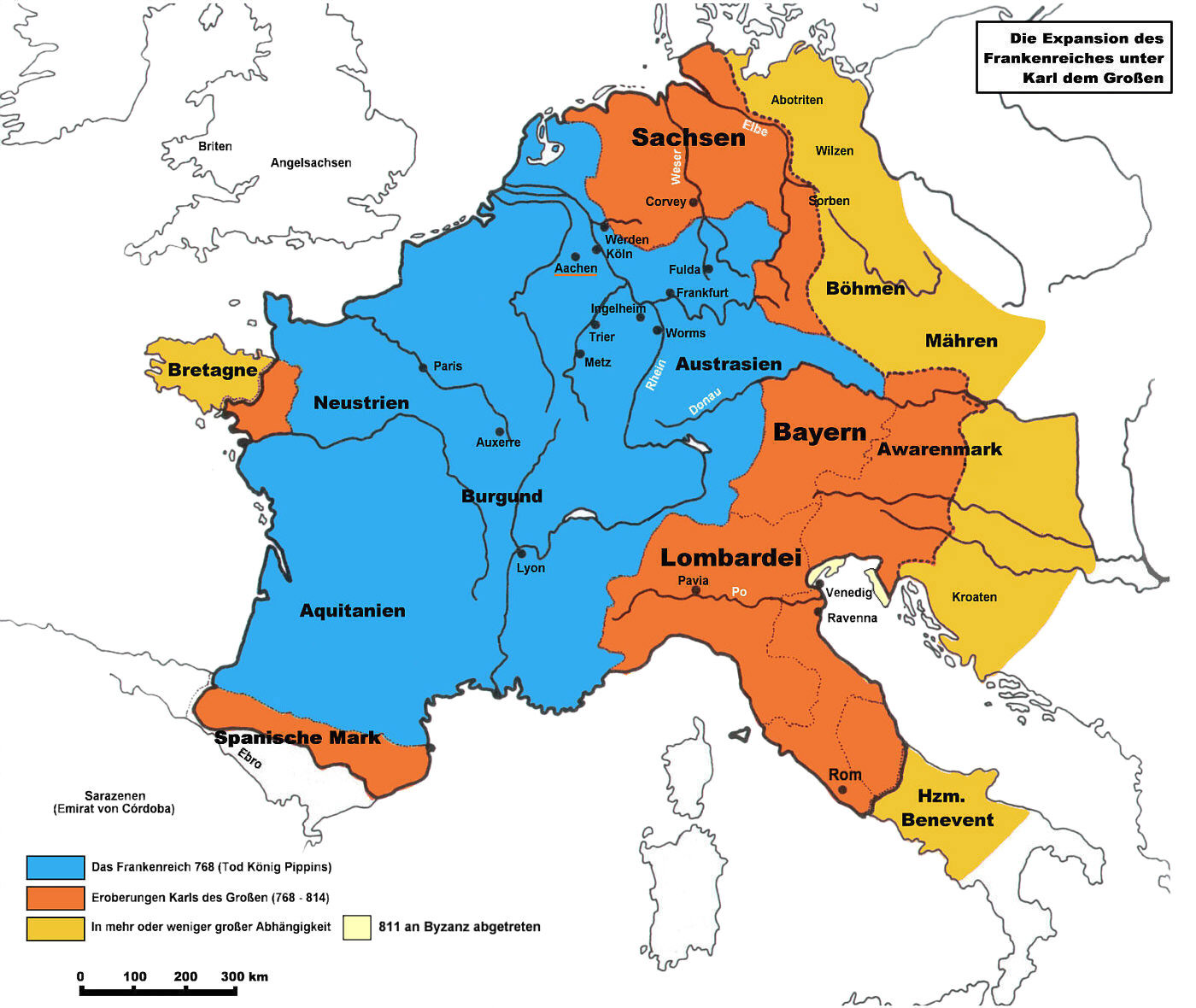
Regno di Carlo Magno, dopo la sconfitta degli avari (791).

I rapporti tra Carlo Magno e Adriano I sono stati ricostruiti dalla letteratura delle missive epistolari che i due si scambiarono per oltre un ventennio. Molte volte, Adriano cercava di ottenere l'appoggio di Carlo riguardo alle frequenti beghe territoriali che minavano lo Stato Pontificio. Una lettera datata 790 contiene le lamentele del pontefice nei riguardi dell'arcivescovo ravennate, Leone, reo di avere sottratto alcune diocesi dell'Esarcato. Durante la sua terza visita a Roma nel 787, Carlo Magno venne raggiunto da un'ambasceria del Duca di Benevento, capeggiata dal figlio Grimoaldo. Lo stesso duca, Arichi, implorava l'Imperatore franco di non invadere il ducato minato dalle mire espansionistiche di Adriano I che intendeva così annettersi i territori a sud del Lazio. Carlo Magno in un primo momento mosse guerra al ducato di Benevento ma in seguito alla morte dello stesso Duca e del figlio, l'Imperatore si decise a liberarne il secondogenito Romualdo e a reinsediarlo nel regno. Probabilmente Carlo Magno non voleva compromettere i precari equilibri nell'Italia meridionale. Papa Adriano I ne fu talmente risentito che i rapporti tra i due si raffreddarono irrimediabilmente. Alla morte del pontefice nel 795, quando la notizia gli fu riferita, il sovrano scoppiò in pianto ed il suo biografo Eginardo ci assicura che il cordoglio era sincero.

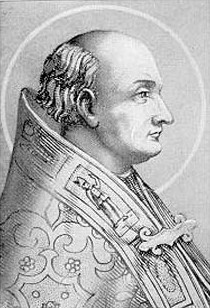
papa Leone III.

Assunse la tiara Papa Leone III che dovette immediatamente vedersela con la famiglia del defunto Adriano I, che ne contestava l'elezione. La guerra sotterranea tra i Palatini e i nipoti dell'ex-pontefice scoppiò nel 799.
Mentre Leone guidava una processione per le vie di Roma, i due nobili Pascale e Campolo guidarono la rivolta: assaltarono la funzione e accecarono il papa, staccandogli anche un pezzo di lingua. Secondo il Liber Pontificalis i suoi sostenitori lo salvarono e a stento ripararono sul monte Celio. La notte stessa apparve in sogno al papa san Pietro che gli restituì la vista e l'udito. Carlo Magno allora lo invitò a stretto giro di posta a Paderborn, sua residenza estiva in Vestfalia. Secondo alcuni storici è durante questi colloqui riservati che il re franco propose al papa di incoronarlo imperatore essendo già di fatto padrone di gran parte dell'Europa. In cambio si prodigò per far cadere le accuse mosse al pontefice dalla nobiltà romana.
Immediatamente prima dell'incoronazione, nella settimana dei preparativi (nel dicembre dell'800), il re franco costituì un'assemblea composta da nobili franchi e vescovi per far conoscere le conclusioni della commissione d'inchiesta riguardo ai due ribelli, Pascale e Campolo. Ufficialmente la sua venuta a Roma aveva lo scopo di dipanare la questione tra il papa e gli eredi di Adriano I. Al termine della seduta, i due vennero condannati a morte - pena in seguito commutata nell'esilio - e Leone III fu riconosciuto legittimo rappresentate al soglio pontificio.

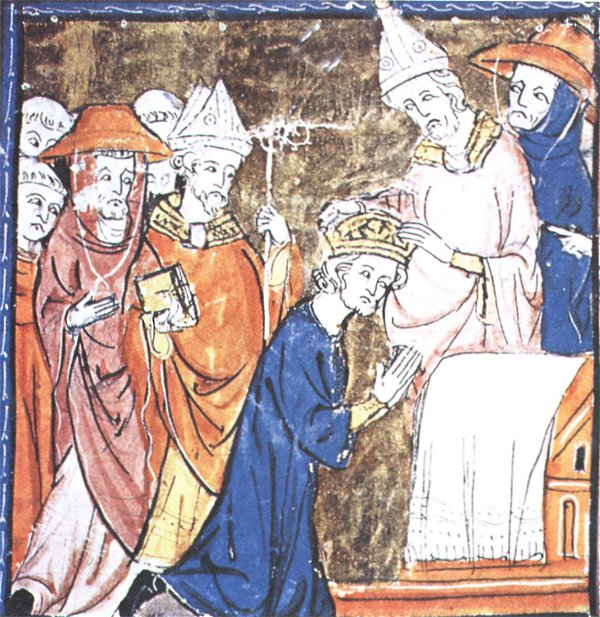
Carlo Magno incoronato imperatore da papa Leone III.

Nella messa di Natale del 25 dicembre 800 a Roma, il papa Leone III incoronò Carlo Magno imperatore romano d'Occidente, titolo che non era più in uso in Occidente dalla abdicazione di Romolo Augusto il 4 settembre 476, con la caduta dell'Impero romano d'Occidente.
Le fonti primarie principali che narrano l'incoronazione, gli Annales e la Vita Karoli, sono discordi: la prima dice che Carlo Magno venne incoronato imperatore seguendo il rituale degli antichi imperatori romani, gli venne revocato il titolo di patrizio ed acquisì il titolo di Augusto, poi venne acclamato imperatore, come accadeva nell'impero romano d'Oriente; invece la seconda sostiene che se quella sera Carlo Magno avesse saputo delle intenzioni del papa, anche se era una festività importante, non sarebbe entrato in chiesa. Quindi, secondo quest'ultimo documento, Carlo Magno venne incoronato imperatore contro la sua volontà. La Vita Karoli racconta di come Carlo Magno non intendesse assumere il titolo di Imperatore dei Romani per non entrare in contrasto con l'Impero romano d'Oriente (bizantino), il cui sovrano deteneva il legittimo titolo di Imperatore dei Romani.
Il papa incoronò Carlo Magno imperatore per aver un protettore più vicino che potesse proteggerlo non solo dalle incursioni degli Arabi e dei Longobardi ma anche da minacce interne (come ad esempio i seguaci di Papa Adriano che lo avevano aggredito brutalmente). In più nell'ultimo secolo l'Impero bizantino era caduto nell'eresia con l'iconoclastia, ovvero la distruzione delle immagini sacre a cui era contrario il Papa; e se era vero che l'Imperatrice Irene nel 787 aveva abolito l'iconoclastia, era anche vero che il Concilio di Nicea non aveva preso minimamente in considerazione la richiesta del pontefice di riavere sotto la sua giurisdizione le terre dell'Italia meridionale e l'Illirico, annesse al Patriarcato di Costantinopoli dall'iconoclasta Leone III per punire l'avverso pontefice; inoltre, anche a causa di una traduzione imprecisa dei provvedimenti del Concilio di Nicea, Carlo Magno e l'Occidente condannarono, con il Concilio di Francoforte (794), il Concilio di Nicea, poiché ritenevano che i Bizantini fossero passati nell'errore opposto, ovvero venerare eccessivamente le immagini. Inoltre, mentre avveniva a Roma l'incoronazione imperiale di Carlo Magno, l'impero bizantino era governato da una donna, Irene, che si faceva chiamare dai suoi sudditi basileus (imperatore), e non basilissa (imperatrice); il Papa considerò il trono vacante in quanto retto da una donna e questo gli permise di eleggere Imperatore Carlo Magno. L'imperatrice dovette assistere impotente a ciò che stava avvenendo a Roma; ella si rifiutò sempre di accettare il titolo di imperatore a Carlo Magno, considerando l'incoronazione di Carlo Magno ad opera del papa un atto di usurpazione di potere. Carlo, deciso a unificare Occidente e Oriente, propose a Irene di sposarlo ma le trattative erano appena iniziate quando Irene venne detronizzata da Niceforo.

##### Archeologia del periodo carolingio
Lo Stato pontificio nacque sulla base dei possessi terrieri della Chiesa romana, considerati patrimonio di san Pietro. Furono istituite amministrazioni e milizie locali che, come l'amministrazione centrale, erano costituite da funzionari ecclesiastici e laici appartenenti alle medesime famiglie. L'elezione del papa era prerogativa dell'alto clero e degli ufficiali della milizia, mentre il "popolo" sosteneva i diversi candidati, legati alle grandi famiglie e alle fazioni che supportavano diverse posizioni. L'inequivocabile potenza che il papato e Roma avevano assunto portò a una riappropriazione di alcune tradizioni dell'antica Roma (per esempio il termine consul-"console" venne utilizzato accanto ai titoli bizantini di dux-duca e di comes-conte, mentre senatus-senato indicava talvolta l'insieme delle grandi famiglie).
La città visse un periodo di rinascita: sotto papa Adriano I, le domus cultae e le diaconie si moltiplicarono, si restaurarono alcuni degli antichi acquedotti di Roma e le mura, venne costruito un argine sul Tevere per proteggere dalle inondazioni il portico che conduceva alla Basilica di San Pietro da ponte Sant'Angelo. Le chiese, in particolare i grandi santuari (i cui tetti furono risistemati con grandi travi di legno offerte dallo stesso Carlo Magno), furono sistematicamente restaurati. Si iniziò a trasferire le reliquie dei martiri dalle catacombe ormai in rovina alle chiese cittadine.
Sotto papa Leone III venne restaurato e ingrandito il palazzo del Laterano, che rivaleggiava per splendore con i palazzi imperiali di Costantinopoli.
Il rinnovamento voluto da papi provenienti dalle grandi famiglie romane mirava a far rivivere le grandi tradizioni del passato romano e cristiano: se le prime chiese costruite conservavano ancora elementi di origine orientale (Santa Maria in Dominica), successivamente si affermò un modello che si rifaceva alle grandi costruzioni costantiniane e comprendeva l'utilizzo di grandi decorazioni a mosaico (Santa Prassede, Santa Cecilia in Trastevere, Santi Quattro Coronati).

#### Le scorrerie saracene
La rapida disgregazione dell'impero carolingio lasciò nuovamente Roma senza difesa. Nella città si confrontavano le aspirazioni universali della Chiesa e il potere laico locale delle grandi famiglie, che si intrecciava con il preteso potere di conferire la dignità imperiale, considerato di diritto appartenente alla città per il suo glorioso passato. La debolezza della suprema carica della Chiesa, continuamente messa in gioco con combattute elezioni, davano modo alle diverse fazioni locali di combattersi fra loro e all'imperatore del Sacro Romano Impero o ai potentati che si andavano formando in Italia centrale (Spoleto, Toscana), di intervenire esercitando la loro influenza.
A queste condizioni si aggiunse nel IX secolo la minaccia degli Arabi: le scorrerie musulmane resero insicuri i territori fuori dalla cerchia delle mura e spinsero alla traslazione dei corpi dei santi martiri, fino ad allora conservati nei cimiteri extraurbani dove erano stati sepolti e dove erano sorti dei santuari, nelle chiese cittadine. L'operazione si svolse soprattutto durante il pontificato di Pasquale I (817-824). La stessa Basilica di San Pietro venne saccheggiata nell'846 e papa Leone IV fortificò di conseguenza il Vaticano con la costruzione delle cosiddette Mura Leonine (civitas leonina, 852).

#### L'ascesa dei duchi di Spoleto, dei Crescenzi e dei Conti di Tuscolo
Nel X secolo il possesso della città era considerato la base del potere universale, rivendicato sia dagli imperatori del Sacro Romano Impero, sia dal Papa, sia dalle grandi famiglie o dal popolo romano nel suo complesso, che tendevano a rivendicare il diritto tradizionale dell'elezione imperiale.
Una grande famiglia romana conquistò progressivamente l'effettivo potere sulla città, controllando sia le cariche laiche e amministrative cittadine, sia l'elezione dei papi. Il fondatore della dinastia fu Teofilatto, appoggiato dal duca di Spoleto Alberico, che ne aveva sposato la figlia, Marozia. Quest'ultima successe al padre e al marito, ma venne a sua volta spodestata dal figlio, Alberico, sotto il cui governo (932-954) la città poté godere di una relativa tranquillità.
Il figlio di Alberico II, che portava significativamente il nome Ottaviano, divenne papa con il nome di Giovanni XII, ma dovette chiamare in aiuto gli imperatori della dinastia Ottoniana: Ottone I venne incoronato imperatore a Roma nel 962. Il figlio e successore Ottone II fu l'unico imperatore ad essere seppellito a Roma nel 983. Il figlio Ottone III venne anch'egli incoronato a Roma nel 996 da papa Gregorio V, suo cugino.
La famiglia dei Crescenzi aveva ottenuto il titolo di "patrizio dei Romani" nel 965 e governò la città controllando le cariche sia laiche che ecclesiastiche e occupando la fortezza di Castel Sant'Angelo, allora nota come Castellum Crescentii. Furono spesso in contrasto con gli Ottoni: Ottone III nel 998 espugnò Castel Sant'Angelo e fece decapitare Giovanni Crescenzio, che gli si opponeva. Una ribellione popolare nel 1001 costrinse quindi alla fuga dalla città il giovane imperatore, insieme al papa Silvestro II da lui stesso fatto eleggere, e pose fine al suo tentativo di ripristinare l'antico Impero romano e un governo universale da parte del papa e dell'imperatore dalla città di Roma. Dall'anno successivo il figlio omonimo di Giovanni Crescenzio fu nominato "patrizio dei Romani" e governò la città fino alla sua morte nel 1012.
In seguito il potere passò ai conti di Tuscolo, la cui famiglia aveva già rivestito il papato nel secolo precedente, i quali elessero una serie di altri papi appartenenti alla famiglia. L'ultimo di essi, papa Benedetto IX, per due volte venne scacciato e ritornò nuovamente al potere, finché il concilio di Sutri del 1046, voluto dall'imperatore Enrico III, non destituì tutti i contendenti.

#### La riforma di Gregorio VII e la lotta per le investiture
I papi seguenti furono in seguito scelti in accordo con l'imperatore e con la determinante influenza di Ildebrando da Soana, in seguito papa con il nome di Gregorio VII (1073-1085), che intraprese un'opera di moralizzazione interna della Chiesa e ne ribadì il ruolo nella lotta per le investiture contro i Sacri Romani Imperatori (che portarono alle scomuniche di Enrico IV e all'episodio di Canossa). Questi contrasti determinarono nel 1084 il sacco della città da parte delle truppe di Roberto il Guiscardo, giunte a Roma per liberare il papa, assediato in Castel Sant'Angelo dall'imperatore.
A partire da quest'epoca era attivo il Lazzaretto di Roma che ospitava i tanti lebbrosi e appestati espulsi dall'Urbe i quali prima semplicemente vagavano in abbandono nelle zone malariche dell'ager al confine con le paludi pontine o le paludi di Maccarese.
Dopo la morte di Gregorio VII, ripresero le lotte e i contrasti tra la fazione papale (in particolare la famiglia Pierleoni) e quella imperiale (i Frangipane), con ripetuti e non risolutivi interventi imperiali (Enrico V fu a Roma nel 1111 e nel 1117. Dopo una breve tregua in seguito al concordato di Worms nel 1122, le lotte ripresero, portando alle contemporanee elezioni di papi e antipapi delle diverse fazioni.
I domini delle grandi famiglie occupavano zone diverse della città, dove risiedevano in dimore fortificate e dominate da torri, che costituivano con la loro altezza un segno di ricchezza e potenza. Tra queste i Conti di Tuscolo (Quirinale, dove furono quindi rimpiazzati dai Colonna) e i Crescenzi (rioni Ponte e Parione, dove in seguito ebbero sede gli Orsini), i Frangipane (Palatino e Colosseo) e i Pierleoni (rione Ripa, isola Tiberina e Trastevere), e in seguito i Conti di Segni (Viminale), i Savelli (Aventino e rione Ripa), i Caetani (Quirinale e isola Tiberina), gli Annibaldi (Colosseo ed Esquilino) e i Capocci (Viminale).

#### La rinascita del Senato
A Roma, come in altre città della penisola, si avvertiva il desiderio di una maggiore autonomia e le grandi famiglie del passato erano progressivamente rimpiazzate da nuove, mentre acquisivano ricchezza e importanza i nuovi ceti che si occupavano di artigianato e commercio. La popolazione, sulla base probabilmente di una suddivisione cittadina risalente all'impero bizantino, doveva già essere organizzata in rioni, ciascuno con la propria milizia e rappresentati dai propri stendardi nelle cerimonie.
Le spinte autonomistiche cittadine portarono alla renovatio Senatus, ossia al rinnovamento dell'antica istituzione del Senato, ricreato dal popolo romano nel 1143, in opposizione al potere del papa, delle gerarchie ecclesiastiche e delle grandi famiglie. La nuova assemblea si componeva di 56 membri (forse 4 per ogni rione cittadino). Il nuovo organismo, cercò di ritagliarsi un ruolo nella contesa tra papato e impero, ma era privo di un effettivo potere. Arnaldo da Brescia venne a Roma nel 1145 per sostenere il libero comune.
La predicazione di Arnaldo per una comunità politicamente autonoma ed antipapale lo fece colpire dalla scomunica (1148), ma godendo del favore popolare, non fu mai perseguitato. Fallita l'esperienza del libero comune, Arnaldo ed i suoi numerosi seguaci, detti arnaldisti, mirarono alla rinascita imperiale di Roma e si volsero a Federico Barbarossa per convincerlo a scendere su Roma ed instaurarvi un potere laico opposto a quello del papa. Nel 1152 il papa riconobbe il Comune, ma non poté godere a lungo della pace perché morì di lì a poco.

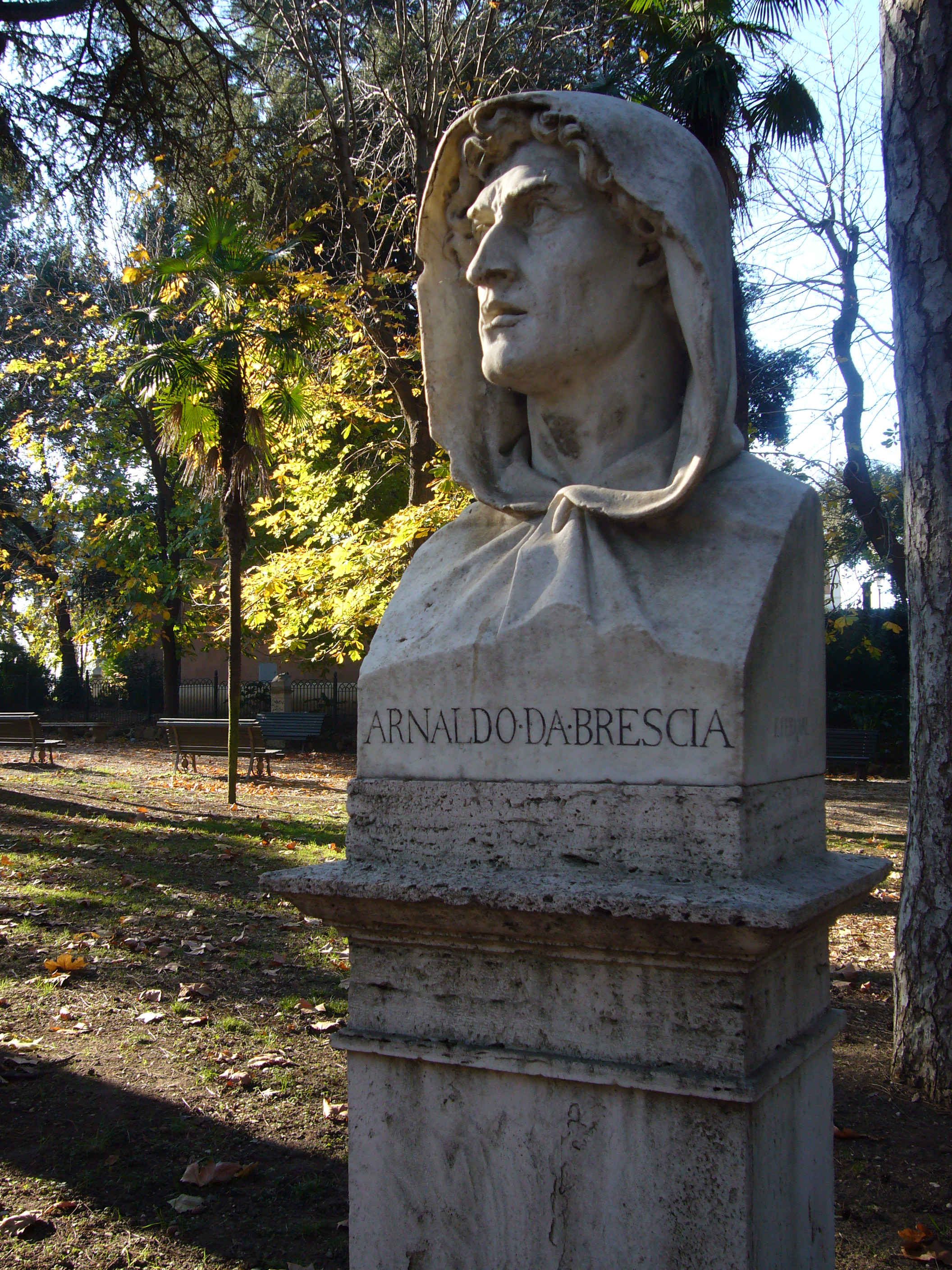
Busto di Arnaldo da Brescia al Pincio

Dopo la morte di papa Anastasio IV, divenne Papa Adriano IV, unico inglese che sia mai salito al soglio pontificio.
Nel 1155 Adriano IV colpì d'interdetto Roma, in seguito al mancato omaggio dei senatori ed al luttuoso evento di un cardinale assassinato, e promise di revocare la decisione solo se Arnaldo fosse stato espulso ed ucciso. Il fuggiasco venne catturato e consegnato a Federico Barbarossa, giunto a Roma per l'incoronazione. Arnaldo venne condannato dal tribunale ecclesiastico, il suo corpo arso sul rogo e le ceneri sparse nel Tevere, per impedire che i cittadini le recuperassero come reliquie. Il reale capo d'accusa non fu la predicazione contro l'abuso delle ricchezze da parte del clero, contro il quale aveva combattuto ferocemente anche il suo nemico Bernardo di Chiaravalle, bensì il rifiuto assoluto del potere temporale del Papa e della Chiesa; San Bernardo e gli altri avversari di Arnaldo consideravano tale rifiuto come «eresia». Nel 1167 i Romani furono sconfitti nella battaglia di Monteporzio da Federico Barbarossa e nel 1188 i Senatori si pacificarono con il papa Clemente III, che riconobbe una forma di autonomia comunale alla città. Nel frattempo la composizione sociale era mutata: alcune famiglie agiate erano entrate a far parte della nobiltà, mentre questa aveva progressivamente occupato parte dei seggi. Il difficile funzionamento dell'istituzione fece sì che da assemblea si trasformasse in carica singola, che fu rivestita per primo, tra il 1191 e il 1193, da Benedetto Carushomo, e progressivamente divenne di nomina papale.
I contrasti con la sede papale aumentarono a seguito della lotta tra il papa e Federico II, portando al saccheggio del palazzo del Laterano nel 1234. Nel 1252 fu chiamato a rivestire la carica di Senatore il forestiero Brancaleone degli Andalò. Questi attuò una politica favorevole ai ceti popolari ed ostile alla nobiltà (ad es. fece abbattere la sommità di ben 140 torri) e redasse statuti che fissavano i diritti cittadini. Brancaleone, cacciato nel 1255 e richiamato nel 1258, morì tuttavia poco dopo.
Nel 1263 per volontà di papa Urbano IV, di origine francese, divenne Senatore Carlo d'Angiò, fratello del re di Francia e pretendente al trono di Napoli. Impegnato nella lotta contro gli Svevi, non fu particolarmente gradito alla nobiltà romana.
Il XIII secolo vide inoltre la rivalità delle famiglie Orsini e Colonna, attraverso cui si riproponeva la rivalità tra papato (appoggiato dagli Orsini) e impero (appoggiato dai Colonna). Papa Niccolò III, eletto nel 1277 e appartenente agli Orsini, spostò la sede papale dal palazzo del Laterano al palazzo del Vaticano, più facilmente difendibile, e si fece nominare lui stesso Senatore della città. Dopo la sua morte tuttavia la carica fu ripresa da Carlo d'Angiò nel 1285, provocando una rivolta che si concluse con la nomina di papa Onorio IV, della famiglia dei Savelli.
L'ultimo difensore della centralità e universalità della Chiesa fu papa Bonifacio VIII, della famiglia dei Caetani, rivale dei Colonna, che subì l'umiliazione dello schiaffo di Anagni da Sciarra Colonna.

### Il papato in Avignone
Il successore di Bonifacio VIII, Clemente V non mise mai piede a Roma, iniziando la serie di pontefici che ebbero la propria residenza presso la città francese di Avignone. Fu un periodo di forte decadenza per Roma, la cui economia si basava in larga parte sulla presenza della corte papale e sui pellegrinaggi.
La rivalità tra gli Orsini e i Colonna non smise di manifestarsi, in particolare in occasione dell'arrivo in città nel 1312 dell'imperatore Enrico VII di Lussemburgo, detto anche Arrigo, il quale dovette aprirsi con le armi la strada verso la Basilica di San Pietro. Papa Giovanni XXII nominò quindi Senatore della città e suo vicario, il re di Napoli Roberto d'Angiò, che governò la città per mezzo di funzionari. Nel 1328 giunse a Roma l'imperatore Ludovico il Bavaro, che venne incoronato da Sciarra Colonna nonostante l'opposizione del papa, causando l'interdetto papale contro la città. Nei successivi disordini l'imperatore fu costretto ad asserragliarsi entro le mura del Vaticano. Dopo la sua partenza Roberto d'Angiò riprese la carica di Senatore, che successivamente passò di nuovo allo stesso pontefice, Benedetto XIII.

#### Cola di Rienzo e il comune di popolo
Approfittando dell'assenza del papa, nel 1347 il Campidoglio, sede del Senato, venne occupato da Cola di Rienzo, un popolano che si proponeva di riportare Roma all'altezza del suo nome, ma il cui governo durò solo pochi mesi. Un suo secondo tentativo nel 1354 si concluse con la sua uccisione durante un tumulto. Il legato pontificio Bertrand de Deux provò allora a prendere possesso della città in nome della Chiesa e ad annullare i decreti del Tribuno, ma la restaurazione non andò in porto e nel 1358 la città si organizzò in un libero "comune di popolo", che escludeva i magnati dalla gestione del potere e limitava l'ingresso dei ceti medi mercantili alle cariche pubbliche in una proporzione di minoranza di un "cavallerotto" ogni due popolari.
Nel 1363 furono redatti i nuovi statuti, di carattere eminentemente popolare, la cui promulgazione venne fatta il 20 maggio, ovvero nella ricorrenza del discorso che Cola di Rienzo aveva tenuto ai romani sulla piazza del Campidoglio all'inizio del suo governo, giorno che veniva ricordato con festeggiamenti pubblici.

#### Il ritorno del Papa
Quando nel 1377 papa Gregorio XI tornò a Roma dopo la cattività francese, trovò una città in preda all'anarchia a causa delle lotte tra la fazione nobiliare e quella popolare, e nella quale ormai il suo potere era più formale che reale. Seguirono quarant'anni di instabilità, caratterizzati a livello locale dal conflitto di potere tra Comune e papato, e a livello internazionale dal grande scisma d'Occidente tra papi romani e antipapi avignonesi, alla fine del quale fu eletto papa, di comune accordo tra le parti, Martino V della famiglia Colonna, unico papa romano del Quattrocento. Il ritorno suo e dell'istituzione Papale a Roma fu fortemente voluto e ottenuto da Santa Caterina da Siena. Martino V riuscì a portare ordine in città, ricostituendone l'identità civica ormai perduta, e ponendo le basi della sua rinascita.

### Fonti primarie
In greco
- Procopio di Cesarea, La Guerra Gotica, 4 libri.
- Procopio di Cesarea, Storia segreta.
- Agazia Scolastico, Storie (Libri I-II).

In latino
- (LA) Auctarii Havniensis extrema, a cura di Theodor Mommsen, in Monumenta Germaniae Historica. Auctores antiquissimi, tom. 9, Chronica minora saec. IV.V.VI.VII, vol. 1, Berolini, apud Weidmannos, 1892,  pp. 337-339.
- Liber Pontificalis.
- Paolo Diacono, Historia Langobardorum.
- Agnello Ravennate, Liber Pontificalis Ecclesiae Ravennatis.
- Fredegario, Chronicon.

In volgare
- Anonimo romano, Cronica.
- Stefano Infessura, Diario della città di Roma.

### Storiografia moderna
- (FR) Bernard Bavant, Le Duché byzantin de Rome. Origine, durée et extension géographique, in Mélanges de l'École française de Rome. Moyen-Age, Temps modernes, vol. 91, n. 1, 1979,  pp. 41-88, ISSN 1123-9883 (WC · ACNP).
- Ottorino Bertolini, Roma di fronte a Bisanzio e ai Longobardi.
- Francesco Borri, Duces e magistri militum nell'Italia esarcale (VI-VIII secolo) (PDF), in Reti Medievali, VI, n. 2, luglio-dicembre 2005. URL consultato il 24 febbraio 2016 (archiviato dall'url originale il 5 marzo 2016).
- (EN)  Kate Cooper e Julia Hillner, Religion, Dynasty, and Patronage in Early Christian Rome, 300-900, Cambridge University Press, 2007, ISBN 978-0-521-87641-4.
- (FR)  Charles Diehl, Etudes sur l'administration byzantine dans l'Exarchat de Ravenne (568-751).
- Jörg Jarnut, Storia dei Longobardi, traduzione di Paola Guglielmotti, Torino, Einaudi, 1995  [1982], ISBN 88-06-13658-5.
- Giorgio Ravegnani, I bizantini in Italia, Bologna, Il Mulino, 2004.
- Giorgio Ravegnani 2004, Soldati e guerre a Bisanzio. Il secolo di Giustiniano, Bologna, Il Mulino, 2009.
- Eliodoro Savino, Campania tardo-antica: 284-604, Edipuglia, 2005.
- Nino Tamassia, Storia del regno dei Goti e dei Longobardi in Italia, vol. II.
- C. Wickham, Roma medievale. Stabilità e crisi di una città, 900-1150, Roma, Viella, 2013.